# 日本の法学者一覧
日本の法学者一覧（にほんの ほうがくしゃいちらん）は、日本の著名な法学者の一覧。

## 概要
法解釈学と基礎法学 その他 公法 民事法 刑事法など各法分野の区別に関しては法学を参照。

## 近代以前
- 額田今足（9世紀初頭） - 『令義解』
- 興原敏久（9世紀前半) - 『弘仁格式』『令義解』
- 讃岐永直（783–862） - 『令義解』
- 惟宗直本（9世紀後半） - 『令集解』『律集解』
- 惟宗允亮（?-1009?） - 『政事要略』
- 坂上明兼（1079–1147） - 『法曹至要抄』
- 三善康連（1193–1256） - 『御成敗式目』
- 中原章任（?–1321） - 『金玉掌中抄』
- 是円（14世紀半ば） - 『建武式目』
- 真恵（1279?–1347?） - 『建武式目』
- 以心崇伝（1569–1633） - 『寺院諸法度』『公家諸法度』『武家諸法度』

## 幕末・明治初期
あ行
- 青木周三
- 青木徹二
- 青山衆司
- 赤司麿一郎
- 赤羽四郎
- 秋月左都夫
- 旭小太郎
- 跡部定次郎
- 吾孫子勝
- 天野御民
- 荒川邦蔵
- 荒木卓爾
- 有賀長雄
- 有松英義
- 有吉忠一
- 飯塚納
- 池田龍一
- 池田竜一
- 石坂音四郎
- 石渡敏一
- 磯野計
- 磯部四郎
- 板倉卓造
- 伊丹二郎
- 板屋確太郎
- 一瀬勇三郎
- 市原盛宏
- 市村光惠
- 伊藤琢麿
- 伊藤博邦
- 伊藤博文
- 篭巽論
- 稲垣満次郎
- 乾政彦
- 井野英一
- 井上勝之助
- 井上析治
- 井上毅
- 井上正一
- 井上友一
- 井上密
- 井上良一
- 井上六三郎
- 猪木土彦
- 今村和郎
- 入江應之助
- 入江陳重
- 岩男三郎
- 岩倉具定
- 岩崎幸治郎
- 岩崎清七
- 岩野新平
- 巌谷孫蔵
- 上杉慎吉
- 上田仙太郎
- 植村俊平
- 烏賀陽然良
- 内田嘉吉
- 馬屋原二郎
- 梅謙次郎
- 江木高遠
- 大内暢三
- 大久保利武
- 太田峰三郎
- 大塚綏次郎
- 大場茂馬
- 大森鍾一
- 大山綱昌
- 小笠原孝定
- 岡田朝太郎
- 岡田泰蔵
- 岡野敬次郎
- 岡部長職
- 岡松参太郎
- 岡村誠一
- 岡村司
- 岡村輝彦
- 小倉久
- 小倉松夫
- 長田秋濤
- 長田忠一
- 織田純一郎
- 織田萬
- 小野梓
- 小野田元煕
- 小原重哉
- 小山温
- 折田権蔵
- 折田彦市

か行
- 海江田信義
- 筧克彦
- 加地録太郎
- 勝本勘三郎
- 加藤恒忠（加藤拓川）
- 加藤正治
- 金尾稜厳
- 金子堅太郎
- 樺山愛輔
- 樺山資英
- 加太邦憲
- 河内宗一
- 河内直方
- 河上謹一
- 河島醇
- 川島新之丞
- 川路利恭
- 川路利良
- 川手忠義
- 川名兼四郎
- 川村竹治
- 河村讓三郎
- 河村善益
- 神田正雄
- 神戸寅次郎
- 木内重四郎
- 菊池武夫
- 岸小三郎
- 岸清一
- 岸本辰雄
- 堆本朗造
- 岸良兼養
- 北田彦三郎
- 木下広次
- 木村尚達
- 国沢新九郎
- 窪田静太郎
- 久保田与四郎
- 熊野敏三
- 栗塚省吾
- 栗野慎一郎
- 栗本貞次郎
- 呉文聡
- 黒川誠一郎
- 黒田清輝
- 黒田長成
- 桑原延太郎
- 桑原洋次郎
- 桑山鉄男
- 毛戸勝元
- 郷誠之助~
- 河野敏鎌
- 光妙寺三郎
- 古賀廉造
- 小菅栄脩
- 児玉淳一郎
- 後藤象二郎
- 近衛篤麿
- 木場貞長
- 小早川四郎
- 小松緑
- 駒留良蔵
- 小宮三保松
- 小村寿太郎
- 近藤賤男

さ行
- 西園寺公望
- 斉藤金平
- 斎藤修一郎
- 斎藤十一郎
- 斎藤隆夫
- 酒井忠宝
- 阪本三郎
- 向坂党
- 佐々木惣一
- 佐竹三吾
- 佐藤一雄
- 佐藤虎次郎
- 佐藤愛麿
- 鮫島尚信
- 佐和正
- 沢田俊三
- 三宮義胤
- 志田金甲太郎
- 期波淳六郎
- 柴原亀二
- 清水篤守
- 清水市太郎
- 清水澄
- 清水留三郎
- 荘清次郎
- 末岡精一
- 菅野覚兵衛
- 杉田金之助
- 杉本重遠
- 杉山直治郎
- 杉山令吉
- 鈴木喜三郎
- 鈴木宗言
- 周布公平
- 関口豊
- 千賀鶴太郎
- 相馬永胤
- 副島義一
- 園田安賢
- 曽谷言成

た行
- 高石真五郎
- 高木甚平
- 高木豊三
- 高辻亮一
- 高戸賞士
- 高根義人
- 高橋作衛
- 田上省三
- 武田鬼十郎
- 竹田省
- 武田宣英
- 田尻稲次郎
- 田所美治
- 田中銀之助
- 田中耕造
- 田中次郎
- 棚橋愛七
- 田辺治通
- 谷田三郎
- 田部芳
- 塚越金次郎
- 津軽英麿
- 津田純一
- 津田真道
- 露木徳五郎
- 鶴田皓
- 鶴田雄
- 寺尾亨
- 寺尾元彦
- 曄道文芸
- 徳川篤守
- 徳川家達
- 床次竹二郎
- 利光丈平
- 戸田氏共
- 富井政章
- 戸水寛人
- 富田山寿
- 富田貞次郎
- 富谷姓太郎
- 土山盛有
- 豊田貞次郎
- 鳥居忠文

な行
- 中江兆民（中江篤介）
- 長岡春一
- 長岡護美
- 中川孝太郎
- 中川正左
- 中川望
- 長崎省吾
- 中島玉吉
- 中島盛有
- 中田薫
- 中橋徳五郎
- 中上川彦次郎
- 中村孟
- 中村進午
- 中村精一
- 長森藤吉郎
- 鍋島直柔
- 鍋島直虎
- 名村泰蔵
- 成川義太郎
- 成瀬正恭
- 名和道一
- 仁井田益太郎
- 西周
- 西徳次郎
- 西村富三郎
- 西本辰之助
- 二条基弘
- 仁保亀松
- 丹羽純一郎
- 沼間守一
- 野沢難一
- 野沢武之助
- 野田仲平
- 野村淳治

は行
- 橋本重幸－
- 長谷川喬
- 服部哲二郎
- 鳩山和夫
- 鳩山秀夫
- 馬場雇治
- 馬場辰猪
- 早尾惇実
- 林誠一
- 原夫次郎
- 原田敬吾
- 春木一郎
- 伴房次郎
- 土方寧
- 秀島家良
- 日野資秀
- 樋山資之
- 平賀義質
- 平田東助
- 平沼騏一郎
- 広沢金次郎
- 広橋賢光
- 福岡秀猪
- 福地謄次
- 福原鏡二郎
- 藤井三郎
- 藤波言忠
- 船越光之丞
- 星亨
- 細野長良
- 穂積重遠
- 穂積陳重
- 穂積八束
- 堀江専一郎
- 本多康直

ま行
- 前田孝階
- 前田冑莎
- 曲木如長
- 牧野英一
- 牧野菊之助
- 政尾藤吉
- 増島六一郎
- 益田克徳
- 松井茂
- 松浦厚
- 松岡辨
- 松岡康毅
- 松岡洋右
- 松方五郎
- 松下直美
- 松波仁一郎
- 松村敏夫
- 松本重威
- 松本蒸治
- 真辺戒作
- 丸山作楽
- 三浦義道
- 三島桂
- 水野遵
- 水野錬太郎
- 箕作麟祥
- 三潴信三
- 皆川治広
- 南岩倉具威
- 美濃部達吉
- 宮城浩蔵
- 宮崎道三郎
- 三好退蔵
- 武者小路実世
- 牟田豊
- 陸奥広吉
- 陸奥宗光
- 村井次郎吉
- 村田保
- 村地才一郎
- 村松山寿
- 目賀田種太郎
- 毛利藤内
- 本尾敬三郎
- 泉二新熊
- 本野一郎
- 森常太

や行
- 安広伴一郎
- 柳谷謙太郎
- 山岡万之助
- 山県有朋
- 山県伊三郎
- 山川幸男
- 山岸覚太郎
- 山口弘一
- 山崎今朝弥
- 山崎直胤
- 山下雄太郎
- 山田種養
- 山田三良
- 山田正三
- 山田正之助
- 山田福三郎
- 山根正次
- 山本悌二郎
- 山脇玄
- 横田国臣
- 横田秀雄
- 吉井桃麻呂
- 吉田正春
- 吉村銀次郎
- 吉村万次郎

わ行
- 鷲尾健治
- 和田収蔵
- 渡辺千冬
- 渡辺廉吉

## 実定法学・法解釈学

### 公法

#### 憲法
この分野の内容それ自体については憲法を参照。
- 青山武憲 - 日本大学教授 慶應義塾大学卒業 日本大学大学院博士課程
- 青井未帆 - 学習院大学教授　東京大学大学院博士課程
- 愛敬浩二 - 早稲田大学教授 早稲田大学大学院博士課程
- 赤坂正浩 - 法政大学教授 元神戸大学教授 元立教大学教授 東北大学大学院博士課程
- 芦部信喜 - 東京大学名誉教授 東京大学卒業
- 新正幸 - 金沢大学教授 信州大学卒業 東北大学大学院修士課程修了
- 阿部照哉 - 京都大学名誉教授 京都大学卒業
- 蟻川恒正 - 日本大学法科大学院教授 東京大学卒業
- 安藤高行 - 九州国際大学教授 九州大学名誉教授 九州大学大学院修士課程修了
- 安念潤司 - 中央大学大学院法務研究科教授 弁護士 東京大学卒業
- 青柳幸一 - 元明治大学教授 元筑波大学教授 元横浜国立大学教授 慶應義塾大学大学院博士課程
- 飯田稔 - 亜細亜大学教授 中央大学卒業 中央大学大学院博士課程
- 飯野守 - 文教大学教授 青山学院大学卒業 青山学院大学大学院博士課程
- 石川健治 - 東京大学教授 東京大学卒業
- 石田光義 - 早稲田大学教授 早稲田大学大学院博士課程
- 磯崎辰五郎 - 大阪大学名誉教授 京都帝国大学法学部
- 市川正人 - 立命館大学法科大学院特別任用教授 京都大学大学院博士後期課程学修認定退学
- 伊藤公一 - 大阪大学名誉教授 大阪大学教育学部卒業 大阪大学法学部卒業 大阪大学大学院修士課程修了
- 伊藤正己 - 東京大学名誉教授 元最高裁判所判事 東京帝国大学卒業
- 稲正樹 - 国際基督教大学教授 北海道大学卒業 北海道大学大学院博士課程
- 稲田陽一 - 岡山大学名誉教授　東京帝国大学卒業
- 井上孚麿 - 元台北帝国大学教授 元法政大学教授 東京帝国大学卒業
- 井上密 - 元京都帝国大学教授 元京都市長 帝国大学法科卒業
- 猪股弘貴- 明治大学法学部教授 早稲田大学大学院博士課程
- 岩切紀史 - 宮崎産業経営大学教授 東京大学卒業　東京大学大学院博士課程　元自治官僚
- 岩間昭道 - 千葉大学教授 東京大学大学院博士課程
- 上杉慎吉 - 元東京帝国大学教授 東京帝国大学卒業
- 植野妙実子 - 中央大学教授 中央大学大学院修士課程修了 エクス・マルセイユ第三大学博士課程修了
- 上田勝美 - 元龍谷大学副学長 同志社大学大学院修士課程修了
- 鵜飼信成 - 東京大学名誉教授 東京大学卒業
- 内野正幸 - 中央大学法科大学院教授 元筑波大学教授 東京大学卒業
- 浦田一郎 - 一橋大学名誉教授　一橋大学大学院修了
- 浦部法穂 - 神戸大学名誉教授 元名古屋大学教授 弁護士 東京大学卒業
- 浦田賢治 - 早稲田大学名誉教授 国際反核法律家協会副会長 早稲田大学卒業
- 江橋崇 - 法政大学名誉教授 東京大学卒業
- 遠藤比呂通 - 弁護士 元東北大学助教授 東京大学卒業
- 大石眞 - 京都大学教授 東北大学卒業
- 大石義雄 - 京都大学名誉教授 京都帝国大学卒業
- 大沢秀介 - 慶應義塾大学教授 慶應義塾大学大学院博士課程 ハーバード大学LLM
- 大須賀明 - 早稲田大学名誉教授 東洋大学法科大学院教授 早稲田大学大学院博士課程
- 大藤紀子 - 獨協大学教授　一橋大学大学院修了
- 大西祥世 - 立命館大学教授 法政大学卒業
- 岡田信弘 - 北海道大学名誉教授 北海道大学大学院博士課程
- 奥田劔志郎 - 神奈川大学・青山学院大学・法政大学各講師　青山学院大学大学院修了
- 奥平康弘 - 東京大学名誉教授 東京大学卒業 ペンシルベニア大学ロースクール修了
- 尾吹善人 - 千葉大学名誉教授 元日本大学教授 東北大学卒業
- 甲斐素直 - 日本大学教授 日本大学卒業
- 筧克彦 - 東京大学名誉教授 帝国大学法科卒業
- 金子匡良 - 法政大学教授 早稲田大学卒業 法政大学大学院博士課程修了
- 川岸令和 - 早稲田大学教授 イエール大学J.S.D.
- 川添利幸 - 中央大学名誉教授
- 菅野喜八郎 - 東北大学名誉教授 元日本大学教授 東北大学卒業
- 君塚正臣 - 横浜国立大学教授 大阪大学卒業 大阪大学大学院修了
- 木村草太 - 東京都立大学教授 東京大学卒業
- 清宮四郎 - 東北大学名誉教授 東京帝国大学卒業
- 栗城壽夫 - 大阪市立大学名誉教授 上智大学名誉教授 九州大学大学院博士課程
- 工藤達朗 - 中央大学教授 中央大学大学院修士課程修了
- 熊本信夫 - 北海学園大学法科大学院教授 弁護士 元北海学園大学学長 北海道大学卒業 北海道大学大学院修士課程修了 カリフォルニア大学バークレー校LLM修了
- 黒川伸一 - 旭川大学准教授 中央大学大学院博士課程
- 孝忠延夫 - 関西大学教授 関西大学大学院博士課程
- 呉煜宗 - 世新大学教授 元早稲田大学客員教授 元東北学院大学客員教授 東北大学大学院博士課程修了
- 小嶋和司 - 元東北大学教授 東京帝国大学卒業
- 古関彰一 - 獨協大学名誉教授 早稲田大学大学院修士課程修了
- 小谷順子 - 静岡大学教授　慶應義塾大学大学院修了
- 小林節 - 慶應義塾大学教授 弁護士 慶應義塾大学卒業 慶應義塾大学大学院博士課程
- 小林孝輔 - 青山学院大学名誉教授
- 小林直樹 - 東京大学名誉教授 東京帝国大学卒業
- 駒村圭吾 - 慶應義塾大学教授 慶應義塾大学卒業 慶應義塾大学大学院博士課程
- 小森義峯 - 元国士舘大学教授 元京都産業大学教授 京都帝国大学卒業
- 小山剛 - 慶應義塾大学教授 慶應義塾大学大学院博士課程
- 齊藤正彰 - 北海道大学教授 北海道大学大学院法学研究科博士後期課程修了
- 阪口正二郎 - 一橋大学教授 元東京大学社会科学研究所助教授 早稲田大学卒業 早稲田大学大学院博士課程
- 阪本昌成 - 近畿大学教授 弁護士 元九州大学教授 元広島大学教授 元立教大学教授 神戸大学大学院修士課程修了 京都大学大学院博士課程
- 笹川紀勝 - 明治大学元教授 国際基督教大学名誉教授 北海道大学卒業
- 佐々木惣一 - 京都大学名誉教授 京都帝国大学卒業
- 佐藤功 - 上智大学名誉教授 東京帝国大学卒業
- 佐藤幸治 - 京都大学名誉教授 京都大学卒業
- 佐藤信行 - 中央大学法科大学院教授 中央大学大学院博士課程
- 佐藤美由紀 - 杏林大学教授 東京大学大学院博士課程修了
- 宍戸常寿 - 東京大学教授 東京大学卒業
- 初宿正典 - 京都大学名誉教授 京都大学卒業 京都大学大学院博士課程
- 渋谷秀樹 - 立教大学教授 東京大学大学院博士課程
- 清水澄 - 元学習院大学教授 東京帝国大学卒業
- 清水望 - 早稲田大学名誉教授
- 清水睦 - 中央大学名誉教授 中央大学卒業
- 新保史生 - 慶應義塾大学教授 法政大学卒業
- 杉原泰雄 - 一橋大学名誉教授 学習院大学卒業 一橋大学大学院博士課程修了
- 鈴木秀美 - 大阪大学大学院高等司法研究科教授　慶應義塾大学卒業 慶應義塾大学大学院博士課程
- 鈴木安蔵 - 元静岡大学文理学部長
- 隅野隆徳 - 専修大学名誉教授 東京大学大学院博士課程
- 曽我部真裕 - 京都大学大学院教授 京都大学大学院修了
- 高野眞澄 - 香川大学名誉教授　神戸大学大学院修了
- 高橋和之 - 元明治大学法科大学院教授 元法政大学教授 東京大学名誉教授 東京大学卒業
- 高見勝利 - 上智大学名誉教授 元北海道大学教授 東京大学大学院博士課程修了
- 田上穣治 - 一橋大学名誉教授 東京帝国大学卒業
- 田島泰彦 - 上智大学教授 上智大学卒業 早稲田大学大学院博士課程
- 只野雅人 - 一橋大学教授 一橋大学大学院博士課程修了
- 田畑忍 - 元同志社大学教授 同志社大学卒業
- 辻村みよ子 - 東北大学名誉教授 一橋大学大学院博士課程
- 常本照樹 - 北海道大学名誉教授 北海道大学大学院博士課程修了
- 土井真一 - 京都大学教授 京都大学卒業
- 時岡弘 - 早稲田大学名誉教授 拓殖大学卒業 早稲田大学大学院修士課程修了
- 戸波江二 - 早稲田大学名誉教授 東京大学大学院博士課程
- 戸松秀典 - 学習院大学名誉教授 弁護士 東京大学大学院博士課程修了
- 中川剛 - 元広島大学教授 京都大学法学部卒業
- 中島徹 - 早稲田大学教授 早稲田大学大学院博士課程
- 中野登美雄 - 元早稲田大学総長 早稲田大学卒業
- 中村睦男 - 元北海道大学総長 北海道大学大学院修士課程修了
- 中山健男 - 元名城大学教授 東京帝国大学卒業 京都大学大学院博士課程
- 長尾一紘 - 中央大学名誉教授 中央大学卒業 東京大学大学院修士課程修了
- 永井憲一 - 法政大学名誉教授 早稲田大学大学院修士課程修了
- 成嶋隆 - 新潟大学名誉教授 一橋大学大学大学院博士課程
- 西修 - 駒澤大学教授 早稲田大学大学院博士課程
- 西原博史 - 元早稲田大学教授 早稲田大学大学院博士課程
- 糠塚康江 - 東北大学名誉教授 一橋大学大学院博士課程
- 野上修市 - 明治大学名誉教授 明治大学卒業 明治大学大学院博士課程
- 野坂泰司 - 学習院大学教授 東京大学卒業
- 野中俊彦 - 法政大学名誉教授 東京大学卒業
- 橋本公亘 - 中央大学名誉教授 中央大学卒業
- 橋本基弘 - 中央大学教授 中央大学大学院博士課程
- 長谷川正安 - 名古屋大学名誉教授 東京商科大学卒業
- 長谷部恭男 - 早稲田大学法学学術院教授 東京大学名誉教授 東京大学卒業
- 浜谷英博 - 三重中京大学 名誉教授
- 樋口陽一 - 元早稲田大学特任教授 東京大学名誉教授 東北大学名誉教授 東北大学卒業 東北大学大学院博士課程修了
- 日比野勤 - 東京大学教授 東京大学卒業
- 深瀬忠一 - 北海道大学名誉教授 東京大学卒業
- 星野安三郎 - 東京学芸大学名誉教授　立正大学名誉教授　東北大学卒業
- 穂積八束 - 東京大学名誉教授 東京大学卒業
- 松井茂記 - ブリティッシュコロンビア大学教授 大阪大学名誉教授 京都大学卒業 京都大学大学院修士課程修了 スタンフォード大学ロースクールJ.S.D.
- 松田聰子 - 桃山学院大学教授 上智大学大学院博士課程
- 松村比奈子 - 駒澤大学大学院博士課程
- 松本和彦 - 大阪大学教授 大阪大学大学院博士課程
- 松本昌悦 - 中京大学教授　早稲田大学大学院修了
- 水島朝穂 - 早稲田大学教授 元札幌学院大学助教授 元広島大学教授 早稲田大学大学院博士課程
- 南野森 - 九州大学教授 東京大学大学院博士課程
- 美濃部達吉 - 東京大学名誉教授 東京帝国大学卒業
- 宮沢俊義 - 東京大学名誉教授 東京帝国大学卒業
- 宮地基 - 明治学院大学教授 神戸大学大学院博士課程
- 向井久了 - 元帝京大学教授 上智大学大学院博士課程
- 棟居快行 - 大阪大学教授 元北海道大学教授 元神戸大学教授 東京大学卒業
- 毛利透 - 京都大学教授 東京大学卒業
- 森三十郎 - 福岡大学名誉教授 元八幡大学教授 九州帝国大学法学部卒業
- 森英樹 - 名古屋大学名誉教授 名古屋大学大学院修士課程修了
- 百地章 - 日本大学教授 静岡大学卒業 京都大学大学院博士課程
- 柳澤義男 - 元中央大学教授
- 山内敏弘 - 一橋大学名誉教授 一橋大学大学院博士課程修了
- 山元一 - 慶応義塾大学教授 元東北大学教授 東京大学大学院博士課程修了
- 横田耕一 - 九州大学名誉教授 流通経済大学特例教授 国際基督教大学卒業 東京大学大学院博士課程
- 吉田善明 - 明治大学教授 明治大学卒業 明治大学大学院博士課程
- 渡邉康行 - 大阪経済法科大学教授 一橋大学名誉教授 東京大学大学院博士課程
- 渡辺重範 - 早稲田大学教授 早稲田大学卒業 早稲田大学大学院博士課程

#### 行政法
この分野の内容それ自体については行政法を参照。
- 秋山義昭 - 小樽商科大学名誉教授 北海道大学大学院修士課程修了
- 浅井清 - 元慶應義塾大学教授
- 阿部泰隆 - 弁護士 神戸大学名誉教授 元中央大学教授 東京大学卒業
- 磯部力 - 元國學院大學教授 東京都立大学名誉教授 元立教大学教授 東京大学卒業
- 磯部哲 - 慶應義塾大学教授 慶應義塾大学卒業 一橋大学大学院博士課程修了
- 磯野弥生 - 東京経済大学教授 東京都立大学大学院博士課程
- 石川敏行 - 元国土交通省運輸安全委員会委員 元中央大学法科大学院教授 中央大学卒業 中央大学大学院修士課程修了 フランクフルト大学Dr.iur.
- 市橋克哉 - 名古屋大学教授 名古屋大学大学院博士課程
- 石村善治 - 長崎県立大学元学長 福岡大学名誉教授 東京大学卒業
- 今村成和 - 北海道大学名誉教授 東京帝国大学卒業
- 植村栄治 - 大東文化大学教授 元慶應義塾大学教授 東京大学卒業
- 宇賀克也 - 最高裁判所判事　東京大学名誉教授 東京大学卒業
- 宇賀田順三 - 元八幡大学学長 東京帝国大学卒業
- 荏原明則 - 関西学院大学法科大学院教授 元神戸学院大学教授 東京教育大学卒業 東京教育大学大学院修士課程修了 筑波大学大学院博士課程修了
- 遠藤博也 - 元北海道大学教授 東京大学卒業 東京大学大学院博士課程
- 岡直遙 - 八幡大学教授　九州帝国大学法文学部卒業
- 岡村周一 - 京都大学教授 京都大学卒業 京都大学大学院博士課程
- 織田萬 - 京都帝国大学名誉教授 関西大学元学長 立命館名誉総長 帝国大学法科大学卒業
- 大久保規子 - 大阪大学教授 学習院大学卒業 一橋大学大学院博士課程修了
- 大貫裕之 - 中央大学教授 東北大学大学院修士課程修了
- 大橋洋一 - 九州大学名誉教授 学習院大学教授 静岡大学人文学部卒業 東京大学大学院博士課程修了
- 大浜啓吉 - 早稲田大学教授 早稲田大学大学院修士課程修了 専修大学大学院博士課程
- 興津征雄 - 神戸大学准教授 東京大学大学院博士課程
- 小幡純子 - 上智大学法科大学院教授 東京大学卒業
- 角松生史 - 神戸大学教授 元九州大学教授 東京大学大学院博士課程
- 兼子仁 - 東京都立大学名誉教授 東京大学卒業
- 金子正史 - 同志社大学法科大学院教授 東京教育大学卒業 東京教育大学大学院博士課程
- 紙野健二 - 名古屋大学法科大学院教授 名古屋大学大学院博士課程
- 神橋一彦 - 立教大学教授 東北大学大学院博士課程修了
- 亀田健二 - 関西大学教授 関西大学卒業 関西大学大学院修士課程修了 大阪大学大学院博士課程
- 木佐茂男 - 九州大学教授 京都大学大学院博士課程
- 北村喜宣 - 上智大学教授 神戸大学大学院修士課程修了 カリフォルニア大学バークレー校大学院修士課程修了
- 黒川哲志 - 早稲田大学教授 早稲田大学卒業 京都大学大学院博士課程
- 熊本信夫 - 北海学園大学教授 北海道大学大学院修士課程修了 カリフォルニア大学バークレー校ロースクール修了
- 古城誠 - 上智大学教授 元北海道大学教授 東京大学卒業
- 小早川光郎 - 成蹊大学名誉教授 東京大学名誉教授 東京大学卒業
- 櫻井敬子 学習院大学教授 東京大学大学院博士課程修了
- 佐藤英善 - 早稲田大学教授 早稲田大学大学院博士課程
- 塩野宏 - 東京大学名誉教授 東京大学卒業
- 芝池義一 - 関西大学教授 京都大学名誉教授 京都大学卒業 京都大学大学院博士課程
- 下川環 - 明治大学教授 明治大学卒業 明治大学大学院修士課程修了
- 杉村敏正 - 京都大学名誉教授 京都大学卒業
- 菅野喜八郎 - 東北大学名誉教授　東北大学法学部卒業
- 鈴木義男 - 法政大学教授 東京帝国大学卒業
- 関哲夫 - 日本大学教授 東京大学卒業
- 瀬戸山登一 - 元八幡大学教授 八幡大学卒業 明治大学大学院修士課程修了
- 園部逸夫 - 立命館大学客員教授 弁護士 元成蹊大学教授 元最高裁判所判事 京都大学卒業
- 曽和俊文 - 関西学院大学教授　京都大学大学院修士課程修了
- 高木光 - 京都大学教授 元神戸大学教授 東京大学卒業
- 高田敏 - 大阪大学名誉教授 京都大学卒業
- 高橋滋 - 法政大学教授 一橋大学名誉教授 東京大学卒業 一橋大学大学院博士課程
- 髙橋信隆 - 立教大学教授 立教大学大学院博士課程修了
- 高橋信行 - 國學院大學教授　東京大学卒業
- 高柳信一 - 元専修大学教授 元東京大学社会科学研究所教授 東京大学卒業
- 田口一博 - 新潟県立大学准教授 放送大学卒業 放送大学大学院修士課程修了
- 田中二郎 - 東京大学名誉教授 元最高裁判所判事 東京帝国大学卒業
- 田中舘照橘 - 明治大学名誉教授 明治大学卒業
- 玉国文敏 - 元中央大学教授 東京教育大学大学院博士課程
- 玉巻弘光 - 東海大学教授 上智大学大学院博士課程退学
- 土田伸也 - 中央大学大学院法務研究科教授 中央大学卒業 中央大学大学院修士課程修了 ヴュルツブルク大学大学院修士課程修了
- 寺田友子 - 桃山学院大学教授 大阪市立大学大学院博士課程
- 東條武治 - 松山大学教授 京都大学大学院修士課程修了 関西学院大学大学院博士課程
- 徳田博人 - 琉球大学教授 琉球大学卒業 岡山大学大学院修士課程修了 名古屋大学大学院博士課程
- 徳本広孝 - 中央大学教授 金沢大学卒業 東京大学大学院博士課程
- 成田頼明 - 横浜国立大名誉教授 東京大学卒業
- 中西又三 - 中央大学名誉教授 中央大学大学院修士課程修了
- 仲野武志 - 京都大学教授　東京大学卒業
- 西埜章 - 明治大学教授 明治大学卒業 青山学院大学大学院博士課程
- 西田幸介 - 法政大学教授 法政大学大学院博士課程
- 橋本博之 - 明治大学法科大学院教授　元慶應義塾大学法科大学院教授 元立教大学教授 東京大学卒業
- 畠山武道 - 早稲田大学法科大学院教授 元北海道大学教授 元上智大学教授 元立教大学教授 北海道大学大学院博士課程
- 原田尚彦 - 東京大学名誉教授 元一橋大学教授 元早稲田大学特任教授 東京大学卒業
- 原田大樹 - 京都大学教授 九州大学大学院博士課程修了
- 人見剛 - 立教大学法科大学院教授 元北海道大学教授 元東京都立大学教授 東京都立大学大学院博士課程
- 広岡隆 - 関西学院大学名誉教授 京都大学卒業
- 藤田宙靖 - 東北大学名誉教授 元最高裁判所判事 東京大学卒業
- 藤原淳一郎 - 慶應義塾大学名誉教授 慶應義塾大学大学院博士課程
- 外間寛 - 中央大学名誉教授 中央大学卒業 東京大学大学院博士課程
- 堀内健志 - 弘前大学教授 東北大学大学院修士課程修了
- 南博方 - 一橋大学名誉教授 筑波大学名誉教授 東京大学卒業 東京大学大学院博士課程修了
- 野口貴公美 - 一橋大学教授 元中央大学教授 一橋大学大学院博士課程修了
- 見上崇洋 - 立命館大学教授 立命館副理事長 京都大学大学院博士課程
- 皆川治廣 - 三重中京大学教授
- 宮崎良夫 - 東京経済大学教授 弁護士 元東京大学教授 東京大学卒業
- 武藤博己 - 法政大学教授 法政大学卒業 国際基督教大学大学院博士課程
- 村松勲 - 元首都大学東京教授
- 村上武則 - 近畿大学教授 大阪大学名誉教授 京都大学大学院博士課程
- 室井力 - 名古屋大学名誉教授 京都大学大学院博士課程修了
- 森三十郎 - 福岡大学名誉教授 八幡大学教授　九州帝国大学卒業
- 森田寛二 - 東北大学教授 東北大学卒業
- 山内一夫 - 学習院大学名誉教授
- 山岸敬子 - 明治大学教授 大阪大学卒業 一橋大学大学院博士課程
- 山田洋 - 一橋大学名誉教授 一橋大学卒業 一橋大学大学院博士課程
- 亘理格 - 中央大学教授　東北大学大学院修了

#### 租税法
この分野の内容それ自体については租税法を参照。
- 赤松晃 - 駒澤大学法学部法律学科教授 早稲田大学大学院法学研究科博士前期課程修了 一橋大学大学院法学研究科博士後期課程修了
- 浅妻章如 - 立教大学教授 東京大学大学院博士課程修了
- 一高龍司 - 関西学院大学教授 元京都産業大学助教授 神戸大学大学院博士課程修了
- 占部裕典 - 同志社大学法科大学院教授 弁護士 神戸大学大学院博士課程退学 エモリー大学LLM
- 碓井光明 - 東京大学名誉教授 元明治大学法科大学院教授 横浜国立大学卒業 東京大学大学院博士課程
- 岡村忠生 - 京都大学教授 京都大学大学院博士課程
- 金子宏 - 東京大学名誉教授 東京大学卒業
- 倉地和敏 - 九州情報大学教授 九州大学卒業 同志社大学卒業
- 川端康之 - 横浜国立大学教授 関西大学大学院博士課程
- 北野弘久 - 日本大学名誉教授 弁護士 立命館大学卒業 早稲田大学大学院修士課程修了
- 黒川功 - 日本大学教授 日本大学卒業 日本大学大学院修士課程修了
- 佐藤英明 - 慶應義塾大学教授 神戸大学名誉教授 東京大学卒業
- 品川芳宣 - 筑波大学名誉教授 慶應義塾大学卒業
- 澁谷雅弘 - 中央大学教授 東京大学法学部卒業
- 下村英紀 - 明治大学教授 明治大学卒業
- 高野幸大 - 東洋大学教授 早稲田大学卒業 早稲田大学大学院博士課程
- 田中治 - 同志社大学教授 京都大学卒業 京都大学大学院博士課程
- 谷口勢津夫 - 大阪大学法科大学院教授 京都大学卒業 京都大学大学院博士課程
- 玉國文敏 - 元中央大学教授 東京教育大学大学院博士課程
- 中里実 - 東京大学教授 税制調査会会長 東京大学卒業
- 平山誠一郎- 九州情報大学教授 立命館大学卒業
- 増井良啓 - 東京大学教授 東京大学卒業 ハーバード大学LLM
- 松澤智 - 元日本大学教授 元東京地方裁判所判事 日本大学卒業
- 増田英敏 - 専修大学教授、法政大学卒業
- 三木義一 - 青山学院大学学長 弁護士 中央大学卒業 一橋大学大学院博士課程
- 水野忠恒 - 明治大学教授 一橋大学名誉教授 元早稲田大学教授 明治大学教授 東京大学卒業
- 村井正 - 関西大学名誉教授 京都大学大学院博士課程

### 国際法
この分野の内容それ自体については国際法を参照。
- 青木節子 - 慶應義塾大学教授 マギル大学PhD
- 新井京 - 同志社大学教授 同志社大学大学院修了
- 阿部克則 - 学習院大学教授 東京大学卒業 ケンブリッジ大学LLM
- 有賀長雄 - 元陸軍大学校教授 東京帝国大学卒業
- 石本泰雄 - 大阪市立大学名誉教授 東京大学卒業
- 泉哲 - 元京城帝国大学教授 元明治大学教授 札幌農学校中退 コロンビア大学留学
- 岩沢雄司 - 国際司法裁判所裁判官　東京大学名誉教授 東京大学卒業
- 岩月直樹 - 立教大学教授 早稲田大学卒業
- 植木俊哉 - 東北大学教授 東京大学卒業 東京大学大学院修了
- 大内和臣 - 元中央大学教授 中央大学卒業 イェール大学J.S.D.
- 大谷良雄 - 一橋大学名誉教授
- 大沼保昭 - 明治大学法学部特任教授 東京大学名誉教授 東京大学卒業
- 大平善梧 - 一橋大学名誉教授　青山学院大学名誉教授　青山学院大学元学長　東京商科大学卒業
- 小川芳彦 - 元関西学院大教授
- 奥脇直也 - 明治大学法科大学院教授 東京大学名誉教授 東京大学大学院修了
- 小田滋 - 東北大学名誉教授 元国際司法裁判所判事 東京大学卒業
- 加藤信行 - 北海学園大学教授 北海道大学大学院修了
- 川崎恭治 - 一橋大学名誉教授
- 喜多義人 - 日本大学大学院修了
- 栗林忠男 - 慶應義塾大学名誉教授 慶應義塾大学大学院修了 オーストリア国立大学PhD
- 黒澤満 - 大阪大学教授 大阪大学大学院修了
- 香西茂 - 京都大学名誉教授 京都大学卒業
- 小寺彰 - 東京大学大学院総合文化研究科教授 東京大学卒業
- 小林宏晨 - 日本大学教授 ヴュルツブルク大学卒業
- 佐伯富樹 - 三重中京大学教授
- 酒井啓亘 - 京都大学教授 京都大学卒業 京都大学大学院修了
- 坂元茂樹 - 同志社大学教授　関西大学大学院修了
- 佐藤和男 - 青山学院大学名誉教授 一橋大学卒業
- 佐藤哲夫 - 一橋大学教授 一橋大学大学院修了、フレッチャー法律外交大学院修了
- 佐藤宏美 - 防衛大学校准教授 東京外国語大学卒業 東京大学大学院修了
- 篠田治策 - 京城大学総長
- 信夫淳平 - 元早稲田大学教授 一橋大学卒業
- 柴田明穂 - 神戸大学教授 京都大学卒業
- 島田征夫 - 早稲田大学教授 早稲田大学大学院修了
- 住吉良人 - 明治大学名誉教授 明治大学大学院修了
- 杉島正秋 - 朝日大学法学部長 朝日大学教授 金沢大学卒業 名古屋大学大学院修了
- 杉原高嶺 - 近畿大学教授 京都大学名誉教授 東北大学大学院修了
- 杉山茂雄 - 法政大学名誉教授 法政大学卒業
- 太寿堂鼎 - 京都大学名誉教授 京都大学卒業
- 田岡良一 - 京都大学名誉教授 京都大学卒業
- 高橋作衛 - 東京大学名誉教授 東京帝国大学大学院修了
- 高野雄一 - 東京大学名誉教授 東京帝国大学卒業
- 高村ゆかり - 東京大学教授 一橋大学大学院修了
- 立作太郎 - 東京大学名誉教授 東京帝国大学卒業
- 田中則夫 - 元龍谷大学副学長 龍谷大学大学院博士後期課程
- 種村佑介 - 早稲田大学教授 金沢大学卒業　早稲田大学大学院修了
- 田畑茂二郎 - 京都大学名誉教授 京都大学卒業
- 筒井若水 - 東京大学教養学部名誉教授 元一橋大学教授 元早稲田大学教授 東京大学教養学部卒業
- 寺谷広司 - 東京大学大学院法学政治学研究科准教授 東京大学法学部卒業
- 中川淳司 - 東京大学社会科学研究所教授 東京大学大学院修了
- 中村道 - 中部大学教授 京都大学大学院修了
- 中村進午 - 東京商科大学名誉教授　 東京帝国大学法科大学卒業
- 西村弓 - 東京大学大学院総合文化研究科准教授 元上智大学教授 東京大学大学院修了
- 波多野里望 - 学習院大学名誉教授
- 濱本正太郎 - 京都大学教授 京都大学卒業 京都大学大学院修了
- 林美香 - 神戸大学助教授 京都大学卒業（旧姓・西村美香）
- 萬歳寛之 - 早稲田大学教授 早稲田大学大学院修了
- 広部和也 - 成蹊大学法科大学院教授 法務研究科長 金沢大学卒業 東京大学大学院修了
- 深津栄一 - 元日本大学教授 日本大学大学院修了
- 藤田久一 - 神戸大学名誉教授 京都大学卒業 京都大学大学院修了
- 古川照美 - 法政大学教授
- 松井芳郎 - 名古屋大学名誉教授 京都大学卒業 京都大学大学院修了
- 松隈清 - 九州国際大学名誉教授 八幡大学卒業
- 松隈潤 - 東京外国語大学教授 東京大学大学院修了
- 間宮勇 - 明治大学教授 明治大学大学院修了
- 真山全 - 大阪大学教授 京都大学大学院修了
- 水上千之 - 広島大学名誉教授 金沢大学卒業 東北大学大学院修了
- 村瀬信也 - 上智大学教授 国際基督教大学卒業 東京大学大学院修了
- 宮崎繁樹 - 明治大学教授 明治大学卒業 元明治大学総長
- 森田章夫 - 法政大学教授 元東京都立大学教授
- 最上敏樹 - 国際基督教大学教授 東京大学卒業 東京大学大学院修了
- 安井郁 - 法政大学名誉教授
- 柳井俊二 - 国際海洋法裁判所判事 元外務事務次官 中米大使 元中央大学教授 東京大学卒業
- 山本草二 - 東北大学名誉教授 東京大学卒業
- 柳原正治 - 九州大学教授 東京大学大学院博士后期修了
- 横田喜三郎 - 東京大学名誉教授 元最高裁判所判事 東京大学卒業
- 横田洋三 - 東京大学名誉教授 元中央大学教授 国際基督教大学卒業 東京大学大学院修了
- 米田富太郎 - 中央学院大学社会システム研究所教授

### 国際私法
この分野の内容それ自体については国際私法を参照。
- 秌場準一 - 一橋大学名誉教授 一橋大学卒業 一橋大学大学院修了 イェール大学ロースクール修了
- 池原季雄 - 東京大学名誉教授 東京帝国大学卒業
- 石黒一憲 - 東京大学名誉教授 東京大学卒業
- 江川英文 - 東京大学名誉教授 東京帝国大学卒業
- 大村芳昭 - 中央学院大学教授 東京大学大学院修了
- 折茂豊 - 東北大学名誉教授
- 神前禎 - 学習院大学教授 東京大学卒業
- 木棚照一 - 早稲田大学名誉教授 弁護士 金沢大学卒業 名古屋大学大学院修了
- 久保岩太郎 - 一橋大学名誉教授　東京商科大学卒業　法学博士（東京大学）
- 桑田三郎 - 元中央大学教授
- 河野俊行 - 九州大学教授 京都大学大学院修了
- 櫻田嘉章 - 京都大学名誉教授
- 澤木敬郎 - 元立教大学教授
- 高杉直 - 同志社大学教授 大阪大学大学院修了
- 多喜寛 - 中央大学教授 元東北大学教授 新潟大学卒業 東北大学大学院修了
- 溜池良夫 - 京都大学名誉教授 京都帝国大学卒業
- 陳一 - 元金沢大学教授 東京大学大学院修了
- 出口耕自 - 上智大学教授 京都大学大学院修了
- 土井輝夫 - 早稲田大学名誉教授 法政大学卒業 早稲田大学大学院修了 ハーバード大学大学院修了
- 道垣内正人 - 早稲田大学教授 東京大学研究拠点形成特任教授 弁護士 東京大学卒業
- 中野俊一郎 - 神戸大学大学院法学研究科教授　神戸大学大学院修士課程修了
- 西谷裕子 - 京都大学教授 ハイデルベルク大学博士后期修了
- 野村美明 - 大阪大学特任教授 大阪大学大学院修了 ハーバード大学LLM
- 早川眞一郎 - 専修大学教授 東京大学卒業
- 早川吉尚 - 立教大学教授 東京大学大学院修了
- 早田芳郎 - 東洋大学名誉教授
- 原田央 - 東京大学教授 東京大学卒業
- 松岡博 - 大阪大学名誉教授 元大阪大学副学長 帝塚山大学学長 弁護士 大阪大学卒業
- 元永和彦 - 元筑波大学教授 東京大学大学院修了
- 森田博志 - 元千葉大学教授 東京大学大学院修了
- 矢澤曻治 - 専修大学法科大学院教授 弁護士 金沢大学卒業 東北大学大学院修了
- 山内惟介 - 中央大学名誉教授 中央大学大学院修了
- 山田三良 - 東京大学名誉教授
- 山田鐐一 - 名古屋大学名誉教授 東京大学卒業
- 山手正史 ‐ 慶應義塾大学名誉教授 大阪市立大学大学院修了
- 横溝大 - 名古屋大学教授
- 横山潤 - 元一橋大学教授 一橋大学大学院修了
- 渡邉惺之 - 立命館大学教授 慶應義塾大学大学院修了

### 民事法

#### 民法
この分野の内容それ自体については民法を参照。
- 浅野裕司 - 元東洋大学教授 中央大学大学修了
- 朝見行弘 - 久留米大学教授 名古屋大学大学院修了
- 有泉亨 - 東京大学名誉教授 東京帝国大学卒業
- 有地亨 - 九州大学名誉教授 弁護士 九州大学卒業
- 淡路剛久 - 立教大学名誉教授 東京大学卒業
- 荒川重勝 - 立命館大学名誉教授 東北大学卒業
- 五十嵐清 - 北海道大学名誉教授 東京大学卒業
- 幾代通 - 東北大学名誉教授 東京帝国大学卒業
- 生熊長幸 - 立命館大学教授 東北大学卒業
- 池田真朗 - 慶應義塾大学教授 慶應義塾大学大学院修了
- 石坂音四郎 - 京都帝国大学法科大学教授　東京帝国大学法科大学教授
- 石川博康 - 東京大学社会科学研究所准教授 東京大学大学院修了
- 石田喜久夫 - 元神戸大学名誉教授 大阪大学卒業
- 石田穣 - 元東京大学助教授 東京大学卒業
- 石本雅男 - 大阪大学名誉教授 京都帝国大学卒業
- 泉久雄 - 専修大学名誉教授 東北大学卒業
- 磯村保 - 早稲田大学教授 神戸大学名誉教授 京都大学卒業
- 磯村哲 - 京都大学名誉教授 京都帝国大学卒業
- 磯部四郎 - 元大審院判事 司法省法学校卒業
- 伊藤昌司 - 同志社大学教授 九州大学大学院修了
- 伊藤進 - 明治大学名誉教授 明治大学卒業
- 稲本洋之助 - 東京大学名誉教授 東京大学卒業
- 乾昭三 - 立命館大学名誉教授 京都大学卒業
- 今尾真 - 明治学院大学教授 法政大学卒業
- 上井長久 - 明治大学教授 明治大学卒業
- 牛山積 - 早稲田大学名誉教授 早稲田大学大学院修了
- 内田勝一 - 早稲田大学教授 早稲田大学大学院修了
- 内田貴 - 法務省参与 元東京大学教授 東京大学卒業
- 内山尚三 - 法政大学名誉教授 札幌大学名誉教授 東京帝国大学卒業
- 梅謙次郎 -東京帝国大学法科大学学長 和仏法律学校（現・法政大学）校長 法政大学初代総理
- 浦川道太郎 - 早稲田大学教授 早稲田大学大学院修了
- 遠藤浩 - 元学習院大学名誉教授 弁護士 東京大学卒業
- 近江幸治 - 早稲田大学教授 弁護士 早稲田大学大学院修了
- 大澤彩 - 法政大学教授　東京大学大学院修了
- 大島俊之 - 九州国際大学教授 弁護士 大阪大学卒業 神戸大学大学院修了
- 太田武男 - 京都大学名誉教授
- 大塚直 - 早稲田大学教授 東京大学卒業
- 大坪稔 - 鹿児島大学名誉教授 法政大学卒業
- 大村敦志 - 東京大学教授 東京大学卒業
- 岡孝 - 学習院大学教授 北海道大学卒業 一橋大学大学院修了
- 岡松参太郎 - 元京都大学教授 帝国大学法科卒業
- 岡村司 - 元京都大学教授 弁護士 東京大学卒業
- 奥田昌道 - 同志社大学法科大学院教授 京都大学名誉教授 元最高裁判所判事 京都大学卒業
- 小野幸二 - 大東文化大学名誉教授 弁護士 日本大学大学院修了
- 小野秀誠 - 一橋大学教授 一橋大学大学院修了
- 於保不二雄 - 京都大学名誉教授 京都大学卒業
- 甲斐道太郎 - 大阪市立大学名誉教授 京都大学卒業
- 戒能民江 - お茶の水大学名誉教授　早稲田大学大学院修了
- 戒能通孝 - 元東京都立大学教授 元早稲田大学教授 弁護士 東京大学卒業
- 樫見由美子 - 金沢大学副学長 金沢大学卒業 東京大学大学院満期退学
- 勝本正晃 - 東北大学名誉教授 東京帝国大学卒業
- 角紀代恵 - 立教大学教授 東京大学卒業
- 加藤一郎 - 元東京大学総長 東京大学卒業
- 加藤永一 - 東北大学名誉教授 東北大学卒業
- 加藤雅信 - 上智大学教授 名古屋大学名誉教授 東京大学卒業
- 金山直樹 - 慶應義塾大学法科大学院教授 同志社大学卒業
- 鎌田薫 - 早稲田大学総長 早稲田大学教授 早稲田大学大学院修了
- 加毛明 - 東京大学教授　東京大学卒業
- 川井健 - 元一橋大学学長 元北海道大学教授 東京大学卒業
- 河上正二 - 東京大学教授 元東北大学教授 金沢大学卒業 東京大学大学院修了
- 川島武宜 - 元東京大学教授 東京帝国大学卒業
- 川地宏行 - 明治大学教授　名古屋大学大学院
- 河津八平 - 下関市立大名誉教授 早稲田大学大学院修了
- 川名兼四郎 - 元東京大学教授
- 木崎安和 - 熊本大学教授 金沢大学卒業 明治大学大学院修了
- 岸本辰雄 - 明治法律学校（現・明治大学）創設者 パリ大学卒業
- 北居功 - 慶應義塾大学教授 慶應義塾大学卒業
- 北川善太郎 - 京都大学名誉教授 京都大学卒業
- 北山修悟 - 同志社大学教授 東京大学大学院修了
- 久貴忠彦 - 大阪大学名誉教授 大阪大学卒業
- 久々湊晴夫 - 北海道医療大学名誉教授 専修大学大学院修了
- 國井和郎 - 大阪大学名誉教授 大阪大学卒業
- 窪田充見 - 神戸大学教授 京都大学卒業
- 久保野恵美子 - 東北大学教授　東京大学卒業
- 来栖三郎 - 元東京大学教授 東京大学卒業
- 栗田哲男 - 元立教大学教授 東京大学卒業
- 小粥太郎 - 一橋大学法学研究科教授 元東北大学教授
- 古積健三郎 - 中央大学教授 京都大学大学院修了
- 後藤巻則 - 早稲田大学教授 早稲田大学大学院修了
- 小山泰史 - 上智大学教授 金沢大学卒業 神戸大学大学院修了
- 近藤英吉 - 京都帝国大学名誉教授
- 齋藤修 - 兵庫県立大学教授 神戸大学大学院修了
- 齋藤由起 - 北海道大学教授 金沢大学大学院修了
- 佐久間毅 - 京都大学教授 京都大学大学院修了
- 佐藤岩昭 - 上智大学教授 東京大学大学院修了
- 澤井裕 - 関西大学名誉教授
- 潮見佳男 - 京都大学教授 京都大学大学院修了
- 下森定 - 元法政大学理事長 東京大学大学院修了
- 七戸克彦 - 九州大学教授 慶應義塾大学卒業
- 篠塚昭次 - 早稲田大学名誉教授 早稲田大学卒業
- 篠原弘志 - 日本大学名誉教授 元判事 日本大学卒業
- 四宮和夫 - 元東京大学教授 東京帝国大学卒業
- 島田信義 - 早稲田大学名誉教授
- 島津一郎 - 一橋大学名誉教授
- 白羽祐三 - 中央大学名誉教授
- 新堂明子 - 法政大学教授 東京大学大学院修了
- 神野礼斉 - 広島大学教授 広島大学卒業 広島大学大学院修了
- 末川博 - 元京都大学教授 元大阪商科大学教授 元立命館大学総長 京都帝国大学卒業
- 末弘厳太郎 - 東京大学名誉教授 東京帝国大学卒業
- 鈴木禄彌 - 東北大学名誉教授 東京帝国大学卒業
- 角田美穂子 - 一橋大学教授
- 高木多喜男 - 神戸大学名誉1教授 神戸大学卒業
- 高島平蔵 - 早稲田大学名誉教授
- 高梨公之 - 日本大学名誉総長 日本大学卒業
- 髙森八四郎 - 東海大学教授 名城大学卒業 名古屋大学大学院修了
- 立石芳枝 - 元明治大学教授
- 滝沢昌彦 - 一橋大学教授 一橋大学卒業
- 田中通裕 - 関西学院大学名誉教授　関西学院大学大学院修了
- 谷口知平 - 大阪市立大学名誉教授 京都大学卒業
- 田上富信 - 関西学院大学教授 神戸大学大学院修了
- 玉田弘毅 - 明治大学名誉教授 明治大学卒業
- 田山輝明 - 早稲田大学副総長 早稲田大学大学院修了
- 千葉恵美子 - 名古屋大学教授 元大阪大学助教授 北海道大学大学院修了
- 辻上佳輝 - 香川大学准教授　京都大学大学院修了
- 椿寿夫 - 元明治大学教授 京都大学卒業
- 常岡史子 -獨協大学教授 京都大学卒業
- 円谷峻 - 明治大学法科大学院教授 元横浜国立大学教授 一橋大学大学院修了
- 曄道文芸 - 元京都帝国大学教授 京都帝国大学卒業
- 道垣内弘人 - 東京大学教授 東京大学卒業
- 利谷信義 - 東京大学・お茶の水女子大学・東京経済大学名誉教授　東京大学卒業
- 鳥谷部茂 - 広島大学名誉教授 法政大学卒業 筑波大学大学院博士課程修了
- 富井政章 - 元東京帝国大学法科大学教授 元立命館大学学長
- 中川善之助 - 東北大学名誉教授 東京帝国大学卒業
- 中川高男 - 明治学院大学名誉教授 九州大学卒業
- 長坂純 - 明治大学教授　明治大学大学院修了
- 中田裕康 - 早稲田大学教授 東京大学名誉教授 東京大学大学院修了
- 中島秀二 - 東海大学教授 弁護士 金沢大学卒業 東北大学大学院修了
- 永田誠 - 日本大学教授 日本大学卒業
- 新美育文 - 明治大学教授 名古屋大学卒業
- 西原道雄 - 神戸大学名誉教授 東京大学卒業
- 西村峯裕 - 京都産業大学教授 神戸大学卒業
- 二宮周平 - 立命館大学教授 大阪大学大学院修了
- 野田和裕 - 広島大学教授 金沢大学卒業、神戸大学大学院修了
- 野村豊弘 - 学習院大学教授 東京大学大学院修了
- 能見善久 - 学習院大学教授 東京大学名誉教授 東京大学卒業
- 野田孝明 - 明治大学名誉教授 明治大学卒業
- 野澤正充 - 立教大学教授 立教大学卒業
- 唄孝一 - 都立大学名誉教授 東京大学卒業
- 橋本佳幸 - 京都大学教授　京都大学卒業
- 鳩山秀夫 - 元東京大学教授 東京帝国大学卒業
- 浜田稔 - 元愛知大学学長 名古屋大学卒業
- 原島重義 - 九州大学名誉教授 九州大学卒業
- 林良平 - 京都大学名誉教授
- 原田昌和 - 立教大学教授 京都大学大学院修了
- 春田一夫 - 九州国際大学学長 法政大学卒業
- 半田正夫 - 青山学院理事長 元青山学院大学学長 北海道大学卒業
- 東孝行 - 久留米大学法科大学院教授 神戸大学大学院修了
- 平井宜雄 - 東京大学名誉教授 元筑波大学教授 専修大学教授
- 平田健治 - 大阪大学教授 京都大学大学院修了
- 平野裕之 - 慶應義塾大学教授 明治大学卒業
- 廣瀬久和 - 青山学院大学教授 東京大学名誉教授 東京大学卒業
- 廣瀬克巨 - 元中央大学教授、中央大学卒業
- 廣中俊雄 - 東北大学名誉教授
- 深谷松男 - 金沢大学名誉教授 東北大学卒業
- 深津健二 - 東京都立大学教授 明治大学卒業
- 藤澤治奈 - 立教大学教授 東京大学大学院修了
- 船越隆司 - 中央大学名誉教授　中央大学大学院修了
- 舟橋哲 - 立正大学准教授 早稲田大学卒業 慶應義塾大学大学院修了
- 舟橋諄一 - 元九州大学教授
- 星野英一 - 元東京大学教授 東京大学卒業
- 穂積重遠 - 元東京大学教授 元最高裁判所判事
- 穂積陳重 - 元東京帝大法科大学長 元枢密院議長 英吉利法律学校（現中央大学）創設者のひとり ロンドン大学卒業
- 堀田泰司 - 九州国際大学教授 八幡大学卒業
- 前田達明 - 京都大学名誉教授 京都大学卒業
- 松井和彦 - 大阪大学教授 金沢大学卒業 一橋大学大学院修了
- 松井宏興 - 関西学院大学教授 大阪市立大学大学院修了
- 松川正毅 - 大阪大学教授 神戸大学大学院修了
- 松坂佐一 - 元名古屋大学総長 東京大学卒業
- 松本恒雄 - 一橋大学教授 京都大学大学院修了
- 水辺芳郎 - 元日本大学教授 日本大学卒業
- 水本浩 - 立教大学名誉教授 東京大学卒業
- 三藤邦彦 - 学習院大学名誉教授 東京大学卒業
- 三宅正男 - 名古屋大学名誉教授
- 宮下修一 - 中央大学教授　名古屋大学大学院
- 村田裕 - 三重中京大学教授
- 森嶌昭夫 - 名古屋大学名誉教授 東京大学卒業 ハーバード大学LLM
- 森田修 - 東京大学教授 東京大学大学院修了
- 森田宏樹 - 東京大学教授 東京大学卒業
- 安井宏 - 関西学院大学教授 関西学院大学大学院修了
- 安田幹太 - 元八幡大学学長 東京帝国大学卒業
- 安永正昭 - 同志社大学教授 神戸大学名誉教授 京都大学卒業
- 柳澤弘士 - 日本大学教授 日本大学卒業
- 山川一陽 - 日本大学教授 日本大学卒業
- 山下末人 - 関西学院大学名誉教授 京都大学卒業
- 山田卓生 - 横浜国立大学名誉教授 日本大学教授 東京大学大学院卒業
- 山田到史子 - 関西学院大学助教授 大阪大学大学院卒業
- 山野目章夫 - 早稲田大学教授 東北大学卒業
- 山畠正男 - 北海道大学名誉教授　東北帝国大学卒業
- 山本敬三 - 京都大学教授 京都大学卒業
- 山本進一 - 元明治大学学長 明治大学卒業
- 柚木馨 - 元神戸大学学長
- 横田秀雄 - 元大審院長 東京大学卒業
- 吉田克己 - 早稲田大学教授 北海道大学名誉教授 東京大学卒業
- 吉田邦彦 - 北海道大学教授 東京大学卒業
- 吉田光碩 - 神戸学院大学教授 京都大学卒業
- 好美清光 - 一橋大名誉教授 一橋大学卒業
- 吉村良一 - 立命館大学教授 京都大学大学院修了
- 吉岡伸一 - 岡山大学名誉教授 岡山商科大学教授 京都大学卒業
- 米倉明 - 東京大学名誉教授 東京大学卒業
- 我妻栄 - 元東京大学教授 東京帝国大学卒業
- 渡辺信英 - 東北福祉大学教授 東洋大学大学院修了
- 和田幹彦 - 法政大学教授 東京大学卒業

#### 民事訴訟法
この分野の内容それ自体については民事訴訟法を参照。
- 青山善充 - 元東京大学副学長 元明治大学法科大学院長　東京大学卒業
- 安達栄司 - 立教大学教授 早稲田大学大学院修了
- 安西明子 - 上智大学教授 九州大学大学院修了
- 池田粂男 - 元北海学園大学教授 北海学園大学卒業 北海道大学大学院修了
- 池田辰夫 - 大阪大学教授 九州大学卒業
- 石川明 - 慶應義塾大学名誉教授
- 石田秀博 - 静岡大学大学院法務研究科教授 大阪市立大学大学院修了
- 井上治典 - 元立教大学教授 元九州大学教授 九州大学大学院修了
- 伊東乾 - 慶應義塾大学名誉教授
- 伊藤眞 - 東京大学名誉教授 早稲田大学法科大学院教授
- 上北武男 - 同志社大学教授 同志社大学卒業 神戸大学大学院修了
- 上田徹一郎 - 関西学院大学名誉教授 神戸大学卒業
- 上野泰男 - 早稲田大学名誉教授 大阪市立大学大学院修了
- 上原敏夫 - 一橋大学名誉教授 元明治大学法科大学院教授　一橋大学卒業 東京大学大学院修了
- 内海博俊 - 立教大学教授 東京大学卒業
- 梅本吉彦 - 専修大学教授 法政大学大学院修了
- 浦野雄幸 - 東海大学大学院専任教授
- 遠藤功 - 日本大学教授
- 大須賀虔 - 成城大学名誉教授　東京大学大学院修了
- 大橋眞弓 - 明治大学法科大学院教授 東京大学卒業 東京大学大学院修了
- 大村雅彦 - 元中央大学教授　中央大学大学院博士前期課程修了
- 岡田幸宏 - 同志社大学法科大学院教授 金沢大学卒業 名古屋大学大学院修了
- 小川健 -獨協大学教授 慶應義塾大学卒業
- 垣内秀介 - 東京大学教授 東京大学法学部卒業
- 笠井正俊 - 京都大学教授 京都大学法学部卒 元判事補
- 柏木邦良 - 北海道大学大学院修了
- 春日偉知郎 - 慶應義塾大学教授 一橋大学大学院修了
- 加藤正治 - 東京大学名誉教授
- 加藤哲夫 - 早稲田大学教授 早稲田大学大学院修了
- 兼子一 - 東京大学名誉教授 東京大学卒業
- 河正慶 - 清和大学教授 慶應義塾大学大学院修了
- 川嶋四郎 - 同志社大学教授 早稲田大学卒業 一橋大学大学院修了
- 木川統一郎 - 元中央大学教授 中央大学卒業
- 木川裕一郎 - 中央大学教授 中央大学卒業　東海大学大学院修了
- 菊井維大 - 元立教大学教授
- 雉本朗造 - 京都帝国大学教授 東京帝国大学卒業
- 吉川大二郎 - 立命館大学名誉教授　京都帝国大学卒業
- 小島武司 - 中央大学教授 中央大学卒業
- 小林秀之 - 一橋大学教授 元上智大学教授 東京大学卒業
- 小室直人 - 大阪市立大学名誉教授 東北大学卒業
- 小山昇 - 北海道大学名誉教授 東京大学卒業
- 近藤隆司 - 白鷗大学准教授 早稲田大学大学院修了
- 斎藤秀夫 - 東北大名誉教授 東北大学卒業
- 坂原正夫 - 慶應義塾大学教授 慶應義塾大学大学院修了
- 佐藤鉄男 - 中央大学教授 中央大学卒業 法政大学大学院修士 東京大学大学院博士課程修了
- 櫻井孝一 - 早稲田大学名誉教授
- 佐野裕志 - 専修大学教授　一橋大学大学院修了
- 霜島甲一 - 元法政大学教授
- 新堂幸司 - 東京大学名誉教授 東京大学卒業
- 杉山悦子 - 一橋大学教授　東京大学卒業
- 鈴木重勝 - 早稲田大学名誉教授
- 鈴木忠一 - 元最高裁判所人事局長
- 鈴木俊光 - 明治大学名誉教授 明治大学卒業
- 鈴木正裕 - 元神戸大学長 京都大学大学院修了
- 住吉博 - 中央大学名誉教授　中央大学卒業
- 染野義信 - 日本大学名誉教授 日本大学卒業
- 高田裕成 - 東京大学教授 東京大学卒業
- 高田昌宏 - 大阪市立大学教授 早稲田大学大学院修了
- 髙地茂世 - 明治大学教授 明治大学卒業
- 高橋宏志 - 中央大学教授 東京大学名誉教授 東京大学卒業
- 高見進 - 北海道大学名誉教授 東京大学大学院修了
- 竹下守夫 - 一橋大学名誉教授 東京大学卒業
- 谷口安平 - 京都大学名誉教授 京都大学卒業
- 勅使川原和彦 - 早稲田大学教授 早稲田大学大学院修了
- 栂善夫 - 早稲田大学教授 慶應義塾大学大学院修了
- 徳田和幸 - 京都大学教授 神戸大学卒業 神戸大学大学院修了
- 中田淳一 - 元京都大学教授
- 中野貞一郎 - 大阪大学名誉教授 東京大学卒業
- 中野俊一郎 - 神戸大学教授 神戸大学卒業
- 中村英郎 - 早稲田大学名誉教授
- 中村宗雄 - 早稲田大学名誉教授
- 納谷廣美 - 明治大学教授 明治大学卒業 明治大学学長
- 西川佳代 - 国士舘大学教授 九州大学大学院修了
- 野村秀敏 - 専修大学教授　一橋大学大学院修了
- 長谷部由起子 - 学習院大学教授 東京大学卒業
- 秦公正 - 中央大学准教授 早稲田大学大学院修了
- 畑郁夫 - 奈良産業大学教授 元大阪地方裁判所所長 京都大学卒業
- 畑宏樹 - 明治学院大学教授 上智大学大学院修了
- 畑瑞穂 - 東京大学教授 東京大学卒業
- 濱崎録 - 熊本大学准教授 元香川大学講師 西南学院大学卒業 熊大院法学研究科（2001.4-2004.3）修了 修士（熊本大学）
- 林屋礼二 - 東北大学名誉教授 東北大学卒業
- 原井龍一郎 - 弁護士 東京大学卒業
- 原強 - 上智大学教授 上智大学卒業
- 菱田雄郷 - 東京大学教授 東京大学法学部卒業
- 福永有利 - 同志社大学教授 神戸大学名誉教授 神戸大学大学院修了
- 福本知行 - 金沢大学准教授 金沢大学卒業
- 本間靖規 - 早稲田大学教授 北海道大学大学院法学研究科博士後期課程修了
- 増田嘉一郎 - 明治大学教授 明治大学卒業
- 町村泰貴 - 北海道大学教授 北海道大学大学院修了
- 松浦馨 - 名古屋大学名誉教授 東京大学卒業
- 松下淳一 - 東京大学教授 東京大学卒業
- 松原弘信 - 熊本大学教授 熊本大学卒業
- 松村和徳 - 早稲田大学教授  元岡山大学法科大学院長　早稲田大学大学院中退
- 松本博之 - 大阪市立大学教授 大阪市立大学卒業
- 三木浩一 - 慶應義塾大学教授 慶應義塾大学大学院法学研究科修士課程修了
- 三ヶ月章 - 東京大学名誉教授 元法務大臣
- 水元宏典 - 一橋大学教授 法政大学卒業 東京大学大学院修了
- 三谷忠之 - 東洋大学法科大学院教授
- 森勇 - 中央大学教授 日本大学大学院修了
- 山木戸克己 - 神戸大学名誉教授 京都大学卒業
- 山田文 - 京都大学教授 東北大学卒業
- 山﨑雄一郎 - 明治大学教授 明治大学卒業
- 山本和彦 - 一橋大学教授 元東北大学助教授 東京大学卒業
- 山本研 - 早稲田大学教授 早稲田大学大学院修了
- 山本克己 - 京都大学教授 京都大学卒業
- 山本弘 - 神戸大学教授 東京大学卒業
- 吉田元子 - 千葉大学准教授 上智大学大学院修了
- 吉村徳重 - 九州大学名誉教授
- 我妻学 - 首都大学東京（→東京都立大学）教授 早稲田大学卒業 一橋大学大学院修了

#### 無体財産権法・知的財産法
この分野の内容それ自体については知的財産を参照。
- 相澤英孝 - 一橋大学教授
- 愛知靖之 - 京都大学准教授
- 青山紘一 - 千葉大学教授
- 井関涼子 - 同志社大学教授
- 井上由里子 - 一橋大学教授
- 泉克幸 - 徳島大学教授
- 上野達弘 - 早稲田大学教授
- 大友信秀 - 金沢大学教授
- 大渕哲也 - 東京大学教授
- 大家重夫 - 久留米大学教授
- 奥邨弘司 - 慶應義塾大学教授
- 君嶋祐子 - 慶應義塾大学教授
- 熊谷健一 - 明治大学法科大学院]教授
- 小泉直樹 - 慶應義塾大学教授
- 小島立 - 九州大学准教授
- 駒田泰土 - 上智大学教授
- 佐藤恵太 - 中央大学教授
- 斉藤博 - 元・専修大学教授 著作権法学会理事長
- 潮海久雄 - 筑波大学教授
- 渋谷達紀 - 早稲田大学教授
- 島並良 - 神戸大学教授
- 鈴木將文 - 名古屋大学教授
- 角田政芳 - 東海大学教授
- 諏訪野大 - 近畿大学准教授
- 高倉成男 - 明治大学法科大学院教授
- 辰巳直彦 - 関西大学教授
- 田村善之 - 北海道大学教授
- 玉井克哉 - 東京大学教授
- 茶園成樹 - 大阪大学教授
- 寺本振透 - 九州大学教授
- 土井輝生 - 早稲田大学名誉教授
- 土肥一史 - 日本大学教授 工業所有権法学会理事長
- 蘆立順美 - 東北大学教授
- 中川浄宗 - 弁理士 清和大学卒業 東海大学大学院修了
- 中山一郎 - 國學院大學教授
- 中山信弘 - 元東京大学教授 明治大学教授
- 長塚真琴 - 一橋大学教授
- 兒玉晴男 - 総合研究大学院大学教授
- 高林龍 - 早稲田大学教授
- 浜田治雄 - 日本大学教授 金沢工業大学大学院教授
- 平嶋竜太 - 筑波大学教授
- 渕麻依子 - 神奈川大学准教授
- 本山雅弘 - 国士舘大学教授
- 田上麻衣子 - 東海大学准教授
- 宮脇正晴 - 立命館大学准教授
- 森林稔 - 志學館大学教授
- 盛岡一夫 - 東洋大学名誉教授
- 紋谷暢男 - 成蹊大学教授
- 山神清和 - 首都大学東京教授
- 山名美加 - 関西大学教授
- 横山久芳 - 学習院大学教授
- 吉田広志 - 北海道大学教授
- 渡邉修 - 新潟大学教授

#### 医事法
- 粟屋剛 - 岡山商科大学教授 西南学院大学大学院修了
- 宇都木伸 - 東海大学法科大学院教授
- 久々湊晴夫 - 民法の項参照
- 横野恵 - 早稲田大学専任講師 早稲田大学大学院修了
- 前田和彦 - 九州医療科学大学教授

### 企業法・労働法・社会保障法

#### 商法
この分野の内容それ自体については商法を参照。
- 青竹正一 - 小樽商科大学名誉教授　大阪大学教授 北海道大学大学院修了
- 明石一秀 - 明治大学特任教授 明治大学卒業
- 秋坂朝則 - 法政大学大学院教授 日本大学大学院修了
- 石田眞得 - 関西学院大学教授 神戸大学大学院修了
- 石田満 - 上智大学名誉教授　北海道大学大学院修士課程修了
- 石原全 - 一橋大学名誉教授　一橋大学大学院修了
- 今井宏 - 元九州大学教授 姫路獨協大学名誉教授 京都大学卒業
- 石井照久 - 東京大学名誉教授 東京大学卒業
- 石田清彦 - 東海大学教授
- 伊藤靖史 - 同志社大学教授 京都大学大学院修了
- 稲田俊信 - 元日本大学教授 秋田経済法科大学学長 日本大学卒業
- 今泉邦子 - 南山大学教授　慶應義塾大学大学院修了
- 岩原紳作 - 東京大学教授 東京大学卒業
- 石山卓磨 - 元早稲田大学教授 日本大学教授 早稲田大学卒業
- 上田純子 - 九州大学教授 名古屋大学大学院修了　ロンドン大学院修了
- 上村達男 - 早稲田大学名誉教授 早稲田大学大学院修了
- 上柳克郎 - 京都大学名誉教授 学士院会員
- 宇田一明 - 札幌学院大学名誉教授　愛知大学大学院法務研究科教授 愛知大学卒業
- 江頭憲治郎 - 早稲田大学名誉教授 東京大学名誉教授 東京大学卒業
- 遠藤美光 - 千葉大学法科大学院教授 上智大学大学院博士課程修了 元司法試験委員
- 大隅健一郎 - 京都大学名誉教授 元最高裁判所判事 京都大学卒業
- 大塚龍児 - 北海道大学名誉教授 東京大学卒業
- 鴻常夫 - 東京大学名誉教授
- 大森忠夫 - 京都大学名誉教授
- 岡本智英子 - 関西学院大学教授　慶應義塾大学大学院修了
- 奥島孝康 - 早稲田大学名誉教授 元早稲田大学総長 早稲田大学大学院修了
- 落合誠一 - 東京大学名誉教授 東京大学卒業
- 加藤勝郎 - 元専修大学教授 東北大学卒業
- 加藤良三 - 関東学院大学名誉教授 一橋大学大学院修了
- 加美和照 - 中央大学名誉教授 一橋大学大学院修了
- 仮屋広郷 - 一橋大学教授 一橋大学大学院修了
- 川口恭弘 - 同志社大学教授 神戸大学大学院修了
- 河内隆史 - 明治大学教授 中央大学大学院修了
- 川又良也 - 京都大学名誉教授　京都大学卒業
- 川村正幸 - 一橋大学名誉教授 一橋大学大学院修了
- 河本一郎 - 神戸大学名誉教授 京都大学卒業
- 神崎克郎 - 神戸大学名誉教授 神戸大学卒業
- 神田秀樹 - 東京大学名誉教授 東京大学卒業
- 神作裕之 - 東京大学教授 東京大学卒業
- 木内宜彦 - 元中央大学教授
- 岸田雅雄 - 神戸大学名誉教授 早稲田大学名誉教授 滋賀大学卒業 神戸大学卒業 ニューヨーク大学LLM
- 岸本辰雄 - 明治法律学校（現・明治大学）創設者 パリ大学卒業
- 北澤正啓 - 名古屋大学名誉教授 中京大学名誉教授　元中京大学学長 東京大学卒業
- 北村雅史 - 京都大学教授 京都大学卒業
- 木下孝治 - 同志社大学教授 大阪大学大学院修了
- 清瀬信次郎 - 亜細亜大学名誉教授
- 久保欣哉 -一橋大学名誉教授 元青山学院大学教授 一橋大学大学院修了
- 倉澤康一郎 - 慶應義塾大学名誉教授 慶應義塾大学卒業
- 黒沼悦郎 - 早稲田大学教授 東京大学卒業
- 小菅成一 - 嘉悦大学専任講師 東海大学大学院修了
- 小塚荘一郎 - 学習院大学教授 元上智大学教授 東京大学卒業
- 小橋一郎 - 同志社大学名誉教授 立命館大学卒業
- 小林量 - 名古屋大学教授　京都大学大学院修了
- 小松俊雄 - 明治大学名誉教授 明治大学卒業
- 近藤弘二 - 北海道大学名誉教授　東京大学卒業
- 近藤光男 - 神戸大学名誉教授 東京大学卒業
- 斉藤武 - 立命館大学名誉教授 金沢大学卒業
- 三枝一雄 - 明治大学名誉教授 明治大学卒業
- 榊素寛 - 神戸大学教授　東京大学卒業
- 坂口光男 - 明治大学教授 明治大学卒業
- 坂田桂三 - 日本大学名誉教授 日本大学卒業
- 實方正雄 - 大阪市立大学名誉教授　小樽商科大学名誉教授　東北帝国大学法文学部卒業
- 宍戸善一 一橋大学名誉教授 東京大学卒業
- 志谷匡史 - 神戸大学教授 神戸大学卒業
- 品谷篤哉 - 立命館大学教授 金沢大学卒業
- 柴田和史 - 法政大学教授 東京大学大学院修了
- 渋谷達紀 - 早稲田大学特任教授 東京大学卒業
- 末永敏和 - 大阪大学名誉教授 龍谷大学教授　京都大学大学院修了
- 洲崎博史 - 京都大学教授 京都大学卒業
- 鈴木隆元 - 岡山大学教授 金沢大学卒業
- 鈴木竹雄 - 東京大学名誉教授 東京帝国大学卒業
- 清水巖 - 九州大学名誉教授　大阪大学卒業　大阪大学大学院修了
- 砂田太士 - 福岡大学教授 日本大学卒業 神戸大学大学院修了
- 関俊彦 - 東北大学名誉教授 法政大学教授 東京大学卒業
- 瀬谷ゆり子 - 桃山学院大学教授 日本大学大学院修了
- 高窪利一 - 中央大学名誉教授
- 高田晴仁 - 慶應義塾大学教授 早稲田大学卒業 慶應義塾大学大学院修了
- 高橋美加 - 立教大学教授 東京大学大学院修了
- 竹内昭夫 - 東京大学名誉教授 東京大学卒業
- 竹田省 - 京都大学名誉教授
- 龍田節 - 京都大学名誉教授 京都大学卒業
- 田中耕太郎 - 元最高裁判所長官
- 田中誠二 - 一橋大学名誉教授
- 田中亘 - 東京大学教授 東京大学卒業
- 田邊光政 - 大阪学院大学教授 名古屋大学名誉教授 関西大学卒業
- 田村諄之輔 - 元上智大学教授 東京大学卒業
- 戸川成弘 - 金沢大学教授　名古屋大学大学院
- 戸田修三 - 元中央大学総長
- 戸塚登 - 大阪大学名誉教授
- 永井和之 - 中央大学総長 学長（兼職） 教授 中央大学卒業
- 中東正文 - 名古屋大学教授 元中京大学専任講師 名古屋大学大学院修了
- 中村眞澄 - 早稲田大学名誉教授 早稲田大学卒業
- 西原寛一 - 大阪市立大学名誉教授　東京帝国大学卒業
- 西山芳喜 - 九州大学教授 九州大学卒業
- 新山一範 - 北海学園大学名誉教授 北海道大学大学院修了
- 丹羽重博 - 日本大学教授 日本大学卒業
- 布井千博 - 一橋大学名誉教授　一橋大学大学院修了
- 野田博 - 一橋大学名誉教授 一橋大学大学院修了
- 野村修也 - 中央大学教授 中央大学大学院修了
- 浜田道代 - 名古屋大学名誉教授 公正取引委員会委員 名古屋大学大学院修了 ハーバード大学LLM
- 蓮井良憲 - 九州大学名誉教授
- 服部栄三 - 東北大学名誉教授 東京大学卒業
- 早川勝 - 同志社大学教授 同志社大学大学院修了
- 林竧 - 北海道大学教授 北海道大学卒業
- 原秀六 - 滋賀大学名誉教授　一橋大学大学院
- 平出慶道 - 名古屋大学名誉教授 東京大学卒業
- 藤田友敬 - 東京大学教授 東京大学卒業
- 豊岳信昭 - 中央大学教授 明治大学大学院修了
- 堀口亘 - 一橋大学名誉教授 一橋大学卒業
- 前田重行 - 学習院大学教授 東京大学大学院修了
- 前田庸 - 学習院大学名誉教授
- 前田雅弘 - 京都大学教授 京都大学大学院修了
- 松井秀征 - 立教大学教授 東京大学卒業
- 松岡誠之助 - 元都立大学教授 東京大学大学院社会科学研究科修了
- 松嶋隆弘 - 日本大学助教授 日本大学大学院修了
- 松本烝治 - 元東京大学教授　東京帝国大学卒業
- 松波仁一郎 - 元東京大学教授 東京大学卒業
- 味村治 - 最高裁判事　内閣法制局長官　東京帝国大学卒業
- 宮島司 - 慶應義塾大学教授 慶應義塾大学大学院修了
- 森淳二朗 - 福岡大学教授 九州大学名誉教授 京都大学大学院修了
- 森光雄 - 三重中京大学教授
- 森田章 - 同志社大学名誉教授 神戸大学大学院修了
- 森田果 - 東北大学教授 東京大学卒業
- 森本滋 - 京都大学名誉教授 京都大学卒業
- 山下友信 - 東京大学名誉教授 東京大学卒業
- 山下典孝 - 大阪大学教授 中央大学大学院修了
- 山下眞弘 - 大阪大学教授
- 山本爲三郎 - 慶應義塾大学教授 慶應義塾大学大学院修了
- 弥永真生 - 筑波大学教授 明治大学卒業 東京大学卒業
- 吉田正之 - 新潟大学教授 金沢大学卒業 一橋大学大学院修了
- 吉本健一 - 大阪大学名誉教授 大阪大学卒業
- 米谷隆三 - 元一橋大学教授 一橋大学卒業

#### 労働法
この分野の内容それ自体については労働法を参照。
- 青野覚 - 明治大学教授 明治大学卒業
- 吾妻光俊 - 一橋大学名誉教授
- 荒木尚志 - 東京大学教授 東京大学大学院修了
- 有泉亨 - 東京大学名誉教授
- 浅倉むつ子 - 早稲田大学教授 元都立大学教授 都立大学大学院修了
- 石井照久 - 「商法」参照
- 石川吉右衛門 - 東京大学名誉教授
- 石田眞 - 早稲田大学大学院教授 早稲田大学大学院修了
- 大内伸哉 - 神戸大学大学院教授　東京大学大学院修了
- 大山盛義 - 日本大学教授
- 片岡曻 - 京都大学名誉教授　京都帝国大学法学部卒業
- 窪田隼人 - 立命館大学名誉教授　京都帝国大学法学部卒業
- 小嶌典明 - 大阪大学教授 神戸大学大学院修了
- 後藤勝喜 - 九州国際大学学長 九州大学大学院修了
- 小西國友 - 立教大学名誉教授 東京大学大学院修了
- 小宮文人 - 専修大教授 北海道大学大学院修了 ロンドン大Ph.D.等
- 近藤昭雄 - 中央大学教授 中央大学大学院修了
- 菅野和夫 - 中央労働委員会会長 東京大学名誉教授 元明治大学法科大学院教授 東京大学卒業
- 河合研一 - 明治大学教授 明治大学卒業
- 吉田美喜夫 - 立命館大学教授 立命館大学卒業
- 毛塚勝利 - 中央大学教授 一橋大学大学院修了（修士）
- 島田陽一 - 早稲田大学大学院法学学術院教授　早稲田大学大学院修了
- 角田邦重 - 中央大学教授 元中央大学学長 中央大学卒業
- 末弘厳太郎 - 「民法」参照
- 蓼沼謙一 - 元一橋大学長 一橋大学卒業
- 土田道夫 - 同志社大学教授 東京大学大学院修了
- 道幸哲也 - 北海道大学教授 北海道大学卒業
- 中窪裕也 - 九州大学大教授 東京大学卒業
- 中山和久 - 早稲田大学名誉教授　早稲田大学法学部卒業
- 沼田稲次郎 - 東京都立大学名誉教授　東京帝国大学法学部卒業
- 野田進 - 九州大学教授 東京大学大学院修了
- 野村平爾 - 元早稲田大学教授 早稲田大学卒業
- 萩沢清彦 - 成蹊大学名誉教授
- 花見忠 - 上智大学名誉教授 東京大学卒業
- 藤田若雄 - 東京大学名誉教授　東京帝国大学法学者卒業
- 外尾健一 - 東北大学名誉教授　東京大学法学部卒業
- 保原喜志夫 - 北海道大学名誉教授　東北大学法学部卒業
- 本多淳亮 - 大阪市立大学名誉教授　東京大学法学部卒業
- 松岡三郎 - 明治大学名誉教授　東京帝国大学法学部卒業
- 水町勇一郎 - 東京大学助教授 東京大学卒業
- 三井正信 - 広島大学教授 京都大学大学院修了
- 村中孝史 - 京都大学法科大学院教授　京都大学法学部卒業
- 盛誠吾 - 一橋大学教授 一橋大学大学院修了
- 安枝英訷 - 同志社大学教授
- 山口浩一郎 - 上智大学名誉教授 司法試験考査委員 東北大学卒業
- 山下昇 - 九州大学准教授 九州大学大学院修了
- 山田省三 - 中央大学法科大学院教授 弁護士 中央大学卒業
- 脇田滋 - 龍谷大学教授 京都大学大学院修了
- 米津孝司 - 中央大学教授 元都立大学教授 立命館大学卒業 法学博士（ドイツ ケロン大学）

#### 経済法
この分野の内容それ自体については経済法を参照。
- 上杉秋則 - 一橋大学教授 東京大学法学部 ペンシルベニア大学LLM修了
- 江口公典 - 慶應義塾大学名誉教授、九州大学大学院博士課程中退
- 金井貴嗣 - 中央大学法科大学院教授 中央大学大学院修了
- 金沢良雄 - 成蹊大学名誉教授　元東京大学教授　東京帝国大学卒業
- 川濱昇 - 京都大学教授 京都大学卒業
- 來生新 - 横浜国立大学名誉教授　北海道大学大学院修士課程修了
- 久保欣哉 - 一橋大学名誉教授 元青山学院大学教授 一橋大学大学院修了
- 實方謙二 - 北海道大学名誉教授　神戸学院大学名誉教授　東京大学大学院修了
- 沢田克己 - 新潟大学教授 新潟大学卒業
- 正田彬 - 慶應義塾大学名誉教授　慶應義塾大学法学者卒業
- 白石忠志 - 東京大学教授 東京大学卒業
- 杉浦市郎 - 愛知大学教授 京都大学大学院修了
- 泉水文雄 - 神戸大学教授 京都大学大学院修了
- 宗田貴行 - 獨協大学助教授 慶應義塾大学卒業
- 高橋岩和 - 明治大学教授 早稲田大学大学院修了
- 土田和博 - 早稲田大学教授
- 中山武憲 - 名古屋経済大学教授 滋賀大学卒業 元公正取引委員会官僚
- 根岸哲 - 神戸大学名誉教授　甲南大学名誉教授　神戸大学卒業
- 野木村忠邦 - 日本大学教授 慶應義塾大学卒業
- 野尻俊明 - 流通経済大学長 日大院修了
- 舟田正之 - 立教大学名誉教授　東京大学卒業
- 松下満雄 - 東京大学名誉教授 立教大学経済学部卒業
- 村上政博 - 一橋大学教授 東京大学法学部 ミシガン大学大学院修了
- 山田務 - 筑波大学名誉教授　一橋大学卒業
- 山部俊文 - 一橋大学教授 一橋大学大学院修了
- 和田健夫 - 小樽商科大学教授 金沢大学卒業
- 林秀弥 - 名古屋大学教授　京都大学大学院修了
- 栗田誠 - 白鴎大学教授　東京大学卒業
- 和久井理子 - 京都大学教授　京都大学大学院修了
- 武田邦宣 - 大阪大学教授　神戸大学大学院修了
- 早川雄一郎 - 立教大学准教授　京都大学大学院修了
- 宍戸聖 - 成蹊大学准教授　京都大学大学院修了

#### 情報法・法情報学
この分野の内容それ自体については情報法・法情報学を参照。
- 指宿信 - 元立命館大学教授、成城大学教授、島根大学卒業、金沢大学大学院・北海道大学大学院修了
- 岡村久道 - 国立情報学研究所客員教授 弁護士 京都大学卒業
- 加賀山茂 - 明治学院大学教授 大阪大学大学院修了
- 新保史生 - 慶應義塾大学教授
- 鈴木正朝 - 新潟大学教授 中央大学卒業 中央大学大学院修了
- 夏井高人 - 明治大学教授 弁護士（元裁判官） 山形大学卒業
- 名和小太郎 - 情報セキュリティ大学院大学客員教授 元新潟大学教授 東京大学卒業
- 浜田純一 - 東京大学教授 東京大学卒業
- 林紘一郎 - 情報セキュリティ大学院大学副学長 情報セキュリティ大学院大学教授 東京大学卒業
- 平野晋 - 中央大学教授 中央大学卒業 コーネル大学ロースクール卒業 米国弁護士（ニューヨーク州）
- 藤原静雄 - 筑波大学教授 早稲田大学卒業 一橋大学大学院修了
- 堀部政男 - 一橋大学名誉教授 中大教授 東京大学大学院修了
- 町村泰貴 - 北海道大学教授 北海道大学大学院修了
- 湯淺墾道 - 九州国際大学教授

#### 社会保障法
この分野の内容それ自体については社会保障法を参照。
- 吾妻光俊 - 一橋大学名誉教授
- 岩村正彦 - 東京大学教授
- 大原利夫 - 関東学院大学教授 金沢大学卒業、法政大学大学院単位取得満期退学
- 高田清恵 - 琉球大学教授 金沢大学卒業
- 西村健一郎 - 京都大学教授 同志社大学法科大学院教授
- 堀勝洋 - 上智大学教授 東京大学卒業
- 本澤巳代子 - 筑波大学教授
- 森戸英幸 - 上智大学法学部教授 東京大学卒業
- 倉田聡 - 北海道大学教授
- 加藤智章 - 北海道大学教授
- 山本忠 - 立命館大学法学部教授 金沢大学卒業

### 刑事法

#### 刑法
この分野の内容それ自体については刑法を参照。
- 秋葉悦子 - 富山大学教授 上智大学卒業
- 浅田和茂 - 立命館大学教授 京都大学大学院修了
- 上田寛 - 立命館大学教授 京都大学大学院修了
- 足立昌勝 - 関東学院大学教授 中央大学大学院修了
- 阿部純二 - 東北大学名誉教授　東北大学法学部卒業
- 荒川雅行 - 関西学院大学教授 関西学院大学大学院修了
- 生田勝義 - 立命館大学教授 大阪大学卒業
- 石堂功卓 - 三重中京大学教授
- 板倉宏 - 日本大学教授 東京大学大学院修了
- 井田良 - 慶應義塾大学名誉教授 中央大学法科大学院教授　慶應義塾大学卒業
- 伊東研祐 - 慶應義塾大学教授 元名古屋大学教授 東京大学卒業
- 井上正一 - 元大審院判事
- 井上正治 - 九州大学名誉教授 九州帝国大学卒業
- 上野正雄 - 明治大学教授 明治大学卒業
- 植田重正 - 元関西大学教授 京都帝国大学卒業
- 植松正 - 一橋大学名誉教授 元京城帝国大教授 東北大学卒業 日本大卒業
- 臼木豊 - 駒澤大学法科大学院教授 上智大学卒
- 内田博文
- 内田文昭 - 元神奈川大学学長 北海道大学卒業
- 内海朋子 - 横浜国立大学教授　慶應義塾大学大学院修了
- 大越義久 - 東京大学教授 上智大学卒業 東京大学大学院修了
- 大塚仁 - 名古屋大学名誉教授 東京大学卒業
- 大塚裕史 - 元明治大学教授　早稲田大学大学院修了
- 大場茂馬 - 元中央大学教授 東京法学院卒業
- 大谷實 - 元同志社大学総長　同志社大学名誉教授
- 岡上雅美 - 筑波大学教授
- 岡田朝太郎 - 元東京帝国大学教授
- 岡本勝 - 東北大学教授 東北大学卒業
- 小野清一郎 - 元東京大学名誉教授
- 甲斐克則 - 早稲田大学教授 九州大学卒業
- 香川達夫 - 学習院大学名誉教授 東京大学卒業
- 風早八十二
- 勝本勘三郎 - 京都帝国大学法科大学教授
- 加藤久雄 - 元慶應大学教授 慶應大学卒業
- 河上和雄 - 元東京地検特捜部長 東京大学卒業
- 川崎一夫 - 創価大学教授 早稲田大学卒業
- 川端博 - 明治大学名誉教授 明治大学卒業 東京大学大学院修了
- 吉川経夫 - 法政大学名誉教授 京都大学卒業
- 木村龜二 - 東北大学名誉教授
- 木村光江 - 首都大学東京教授 都立大学卒業
- 草野豹一郎 - 元大審院判事 東京帝国大学卒業
- 葛原力三 - 関西大学教授 関西大学大学院修了
- 小疇伝 - 元大審院判事 東京帝国大学卒業
- 古賀廉造 - 元大審院判事
- 小暮得雄 - 北海道大学名誉教授　東京大学大学院修了
- 小林憲太郎 - 立教大学教授 東京大学大学院修了
- 小林敬和 - 愛媛大学教授 名城大学大学院修了
- 近藤和哉 - 神奈川大学教授　上智大学大学院修了
- 齊藤金作 - 早稲田大学名誉教授
- 斎藤信治 - 中央大学教授 中央大学卒業
- 齊藤誠二 - 筑波大学名誉教授 一橋大学大学院修了
- 斉藤豊治 - 甲南大学名誉教授　京都大学大学院修士課程修了
- 佐伯仁志 - 東京大学名誉教授 中央大学法科大学院教授　東京大学卒業
- 佐伯千仭 - 元京都大学教授 京都大学卒業
- 三枝有 - 中京大学法科大学院教授 中央大学卒業 中京大学大学院修了
- 佐久間修 - 大阪大学教授 名古屋大学大学院修了
- 塩見淳 - 京都大学教授 京都大学卒業
- 設楽裕文 - 日本大学教授 日本大学大学院修了
- 鎮目征樹 - 学習院大学教授 東京大学大学院修了
- 芝原邦爾 - 元東京大学教授 刑法学会理事長
- 島岡まな - 大阪大学教授　慶應義塾大学大学院修了
- 島田聡一郎 - 元早稲田大学教授 東京大学卒業
- 嶋矢貴之 - 神戸大学准教授 東京大学卒業
- 下村康正 - 中央大学名誉教授
- 鈴木左斗志 - 慶應義塾大学教授 東京大学大学院修了
- 荘子邦雄 - 東北大学名誉教授 札幌学院大学名誉教授
- 杉本一敏 - 早稲田大学大学院法務研究科教授 早稲田大学大学院博士課程
- 須之内克彦 - 元明治大学法科大学院教授 愛媛大学名誉教授
- 十河太朗 - 同志社大学教授 同志社大学卒業
- 曽根威彦 - 早稲田大学名誉教授 早稲田大学大学院修了
- 園田寿 - 甲南大学教授 関西大学大学院修了
- 高橋省吾 - 山梨学院大学法科大学院教授 中央大学法科大学院客員教授 東京大学卒業
- 高橋則夫 - 早稲田大学名誉教授 早稲田大学大学院修了
- 髙山佳奈子 - 京都大学教授 東京大学大学院修了
- 瀧川幸辰 - 元京都大学学長
- 只木誠 - 中央大学教授 中央大学大学院修了
- 辰井聡子 - 立教大学教授 上智大学大学院修了
- 立石二六 - 中央大学教授 北九州市立大学名誉教授 中央大学大学院修了
- 団藤重光 - 元最高裁判所判事 東京大学名誉教授 東京大学卒業
- 土本武司 - 元最高検察庁検事 帝京大学教授 中央大学卒業
- 津田重憲 - 明治大学教授 明治大卒業
- 照沼亮介 - 岡山大学准教授 慶應義塾大学卒業
- 内藤謙 - 創価大学教授 東京大学卒業
- 中義勝 - 元関西大学学長 関西大学卒業
- 中田直人 - 元茨城大学・関東学院大学教授 弁護士 金沢大学卒業 東京大学大学院修了
- 中谷瑾子 - 慶應義塾大学名誉教授 慶應義塾大学卒業
- 中森喜彦 - 京都大学名誉教授　近畿大学名誉教授 京都大学卒業
- 中山研一 - 京都大学名誉教授 大阪市立大学名誉教授 京都大学卒業
- 西田典之 - 学習院大学教授 東京大学名誉教授 東京大学卒業
- 西原春夫 - 元早稲田大学総長 早稲田大学卒業
- 沼野輝彦 - 日本大学教授 東京大学大学院修了
- 野村稔 - 早稲田大学名誉教授 早稲田大学大学院修了
- 橋爪隆 - 東京大学教授 東京大学卒業
- 橋本正博 - 一橋大学教授 一橋大学大学院修了
- 林幹人 - 学習院大学教授 東京大学卒業
- 林美月子 - 立教大学教授 東京大学大学院修了
- 日沖憲郎 - 元日本大学教授 東京大学卒業
- 樋口亮介 - 東京大学准教授 東京大学卒業
- 日髙義博 - 専修大学長 専修大学卒業
- 平川宗信 - 中京大学教授 名古屋大学名誉教授 東京大学卒業
- 平野龍一 - 東京大学名誉教授 東京大学卒業
- 廣瀬健二 - 立教大学教授 立教大学卒業
- 深町晋也 - 立教大学教授 東京大学大学院修了
- 福田平 - 一橋大学名誉教授 元神戸大学教授 東京大学卒業
- 藤木英雄 - 元東京大学教授 東京大学卒業
- 船山泰範 - 日本大学教授 日本大学大学院修了
- 古川伸彦 - 名古屋大学准教授 東京大学卒業
- 堀内捷三 - 中央大学教授 東京大学大学院修了
- 前田雅英 - 日本大学教授 東京都立大学名誉教授　東京大学卒業
- 牧野英一 - 東京大学名誉教授 東京大学卒業
- 増田豊 - 明治大学名誉教授 明治大学大学院修了
- 町野朔 - 上智大学名誉教授 東京大学卒業
- 松生建 - 広島大学教授 熊本大学卒業 熊本大学大学院修了
- 松原芳博 - 早稲田大学教授
- 松宮孝明 - 立命館大学名誉教授 京都大学大学院修了
- 丸山治 - 北海学園大学教授 北海道大学大学院修了
- 丸山雅夫 - 南山大学大学院教授 上智大学大学院修了
- 三原憲三 - 朝日大学教授 明治大学卒業
- 宮内裕 - 元京都大学教授 立命館大学卒業
- 宮城浩蔵 - 明治法律学校（現・明治大学）創設者 リヨン大学卒業
- 宮澤浩一 - 慶應義塾大学名誉教授
- 森川恭剛 - 琉球大学教授 北九州大学卒業
- 宮本英脩 - 元京都帝国大学教授 東京帝国大学卒業
- 村井敏邦 - 一橋大学名誉教授 一橋大学卒業
- 泉二新熊 - 元大審院長 東京大学卒業
- 八木國之 - 中央大学名誉教授 中央大学大学院修了
- 安田拓人 - 京都大学教授 京都大学大学院修了
- 山岡萬之助 - 日本大学名誉総長
- 山口厚 - 元最高裁判所判事　東京大学名誉教授　早稲田大学名誉教授 東京大学卒業
- 山中敬一 - 関西大学教授 京都大学大学院修了
- 山火正則 神奈川大学教授 元神奈川大学学長 東北大学卒業
- 山本輝之 - 明治学院大学教授 上智大学卒業
- 吉田敏雄 - 北海学園大学教授 北海道大学大学院修了

#### 刑事訴訟法
この分野の内容それ自体については刑事訴訟法を参照。
- 青柳文雄 上智大学教授 慶應義塾大学卒業
- 渥美東洋 - 中央大学名誉教授 中央大学卒業
- 飯野海彦 - 北海学園大学教授 立教大学卒業
- 石川才顕 - 元日本大学教授 日本大学卒業
- 井戸田侃 - 立命館大学名誉教授 京都大学卒業
- 井上正治 - 元九州大学名誉教授 九州大学卒業
- 井上正仁 - 東京大学名誉教授 東京大学卒業
- 臼井滋夫 - 元東海大学教授　元検事　東京大学卒業
- 大澤裕 - 東京大学名誉教授 早稲田大学教授　東京大学卒業
- 大出良知 - 九州大学教授 都立大学卒業
- 小田中聰樹 - 東北大学名誉教授 元専修大学教授　東京大学卒業
- 香川達夫 - 「刑法」参照
- 加藤克佳 - 専修大学教授 元名城大学教授 元愛知大学教授 早稲田大学卒業 早稲田大学大学院修了
- 上口裕 - 南山大学名誉教授 中央大学卒業 一橋大学大学院修了
- 川出敏裕 - 東京大学教授 東京大学卒業
- 川崎英明 - 関西学院大学名誉教授
- 公文孝佳 - 神奈川大学教授 金沢大学卒業、北海道大学大学院修了
- 後藤昭 - 一橋大学名誉教授 一橋大学卒業　東京大学大学院修了
- 小早川義則 - 名城大学名誉教授 元桃山学院大学教授 元名城大学教授 大阪市立大学卒業
- 小林芳郎 - 元明治大学教授 明治大学卒業
- 齊藤金作 - 「刑法」参照
- 酒巻匡 - 早稲田大学教授　元京都大学教授 東京大学卒業
- 笹倉宏紀 - 慶應義塾大学教授 東京大学卒業
- 椎橋隆幸 - 中央大学教授 一橋大学大学院修了
- 清水真 - 明治大学教授 中央大学大学院修了
- 白取祐司 - 北海道大学名誉教授 北海道大学卒業
- 鈴木茂嗣 - 京都大学名誉教授 京都大学卒業
- 関正晴 - 日本大学教授 日本大学大学院修了
- 高窪貞人 - 元青山学院大学教授 元関東学院大学教授 中央大学卒業
- 高田卓爾 - 大阪大学名誉教授、大阪市立大学名著教授　東京帝国大学卒業
- 田口守一 - 元信州大学大学院法曹法務研究科教授 早稲田大学名誉教授 早稲田大学大学院修了
- 田中開 - 法政大学教授 東京大学卒業
- 田宮裕 - 立教大学名誉教授 東京大学卒業
- 団藤重光 - 元最高裁判所判事　東京大学名誉教授 東京帝国大学卒業
- 土本武司 - 筑波大学名誉教授 中央大学卒業
- 津村政孝 - 学習院大学教授 東京大学卒業
- 寺崎嘉博 - 早稲田大学教授 北海道大学卒業
- 長井圓 - 中央大学教授 中央大学卒業　上智大学大学院修了
- 長沼範良 - 元上智大学教授 東京大学卒業
- 庭山英雄 - 元専修大学教授　元香川大学教授　元中京大学教授
- 能勢弘之 - 元北海道大学教授 北海道大学卒業
- 萩原太郎 - 元日本大学教授 元東京家庭裁判所所長 日本大学卒業
- 平野龍一 - 「刑法」参照
- 平場安治 - 京都大学名誉教授
- 平良木登規男 - 慶應義塾大学教授 慶應義塾大学卒業
- 福井厚 - 法政大学教授 京都大学卒業
- 古江頼隆 - 元同志社大学大学院司法研究科教授 元東京大学大学院教授　東京大学卒業
- 堀江慎司 - 京都大学教授 京都大学法学部卒業
- 松尾浩也 - 東京大学名誉教授 東京大学卒業
- 三島聡 - 大阪市立大学教授
- 三井誠 - 神戸大学名誉教授 元同志社大学教授 東京大学大学院修了
- 光藤景皎 - 大阪市立大学名誉教授 信州大学教授 京都大学卒業
- 水谷規男 - 大阪大学大学院教授 一橋大学大学院修了
- 宮城啓子 - 元筑波大学教授
- 村井敏邦 - 一橋大学名誉教授 一橋大学卒業
- 村岡啓一 - 一橋大学教授 一橋大学大学院修了
- 安井哲章 - 中央大学教授　中央大学大学院修了
- 安冨潔 - 慶應義塾大学教授　慶應義塾大学大学院修了
- 安村勉 - 立教大学教授 上智大学大学院修了
- 柳川重規 - 中央大学教授 中央大学大学院修了
- 山田道郎 - 明治大学名誉教授 明治大学大学院修了
- 山中俊夫 - 同志社大学教授 同志社大学大学院修了
- 吉村真性 - 九州国際大学教授　龍谷大学大学院修了
- 渡辺顗修 - 元甲南大学大学院教授 京都大学大学院修了

#### 刑事政策・犯罪学・刑事学
この分野の内容それ自体については刑事政策および犯罪学を参照。
- 岩井宜子 - 専修大学教授 東京大学卒業
- 大谷實 - 「刑法」参照
- 尾田清貴 - 日本大学教授 日本大学大学院修了
- 加藤久雄 - 「刑法」参照
- 川本哲郎 - 同志社大学教授 同志社大学大学院修了
- 菊田幸一 - 明治大学教授 明治大学大学院修了
- 小西暁和 - 早稲田大学法学学術院教授 早稲田大学大学院修了
- 澤登俊雄 - 國學院大学名誉教授　名古屋大学大学院修了
- 澤登佳人 - 新潟大学名誉教授　京都大学卒業
- 重松一義 - 元法務教官 元千葉家庭裁判所調査官 中央大学卒業
- 須々木主一 - 早稲田大学法学部名誉教授 早稲田大学大学院修了
- 瀬川晃 - 同志社大学教授 京都大学大学院修了
- 竹村典良 - 桐蔭横浜大学教授 中央大学大学院修了
- 土井隆義 - 筑波大学教授 大阪大学卒業
- 所一彦 - 立教大学名誉教授 東京大学卒業
- 浜井浩一 - 龍谷大学教授 早稲田大学卒業
- 福田雅章 - 一橋大学名誉教授 山梨学院大学教授 一橋大学大学院修了 ハーバード大学LLM
- 藤木英雄 - 「刑法」参照
- 藤本哲也 - 中央大学名誉教授 中央大学大学院修了
- 本庄武 - 一橋大学教授 一橋大学大学院修了
- 前野育三 - 関西学院大学名誉教授 京都大学大学院修了
- 宮澤浩一 - 慶應義塾大学名誉教授
- 宮澤節生 - 神戸大学名誉教授 早稲田大学教授 北海道大学大学院修了 イェール大学Ph.D
- 吉岡一男 - 京都大学教授 京都大学卒業

#### 少年法
この分野の内容それ自体については少年法を参照。
- 葛野尋之 - 一橋大学教授 一橋大学大学院修了
- 後藤弘子 - 元千葉大学教授 慶應義塾大学大学院修了
- 小西暁和 - 「刑事政策・犯罪学・刑事学」参照
- 斉藤豊治 - 元甲南大学教授 元東北大学教授 大阪経済大学教授
- 佐伯仁志 - 「刑法」参照
- 澤登俊雄 - 國學院大學名誉教授 京都大学卒業
- 澤登佳人 - 新潟大学名誉教授
- 廣瀬健二 - 「刑法」参照
- 福田雅章
- 宮澤浩一 - 「刑事政策・犯罪学・刑事学」参照
- 森田明 - 東洋大学教授 東京大学卒業

## 基礎法学

### 比較法
- 五十嵐清 - 「民法」参照
- 内田芳明 - 横浜国立大学名誉教授 一橋大学卒業
- 大木雅夫 - 上智大学名誉教授 東京大学卒業
- 貝瀬幸雄 - 立教大学教授 東京大学卒業
- 勝田有恒 - 一橋大学名誉教授 一橋大学卒業
- 浜谷英博 - 三重中京大学教授 国士舘大学卒業

#### コモン・ロー（英米法）
この分野の内容それ自体についてはコモン・ローを参照。
- 安部圭介 - 成蹊大学教授　東京大学大学院修了
- 新井正男 - 中央大学名誉教授
- 伊藤正己 - 「憲法」参照
- 長内了 - 中央大学名誉教授
- 戒能通厚 - 名古屋大学名誉教授 早稲田大学教授 東京大学卒業
- 柿嶋美子 - 元国土交通省運輸安全委員会委員　東京大学名誉教授　東京大学卒業
- 紙谷雅子 - 学習院大学教授 元北海道大学教授 東京大学卒業
- 岸小三郎 - 各法律学校。証拠法の研究。
- 木下毅 - 元立教大学教授 元北海道大学教授 元中央大学教授 東京大学卒業 ハーバード大学MCL
- ジョン・ミドルトン - 一橋大学教授 一橋大学大学院修了 オーストラリア・ビクトリア州最高裁判所弁護士
- 末延三次 - 東京大学名誉教授
- 高柳賢三 - 東京大学名誉教授 東京大学卒業
- 田中和夫 - 一橋大学名誉教授
- 田中英夫 - 東京大学名誉教授
- 溜箭将之 - 立教大学教授 東京大学卒業
- 塚本重頼 - 元中央大学教授 元最高裁判所判事 中央大学卒業
- 藤倉皓一郎 - 東京大学名誉教授 同志社大学卒業
- 堀部政男 - 一橋大学名誉教授 元中央大学教授 東京大学大学院修了
- 丸田隆 - 関西学院大学教授 関西学院大学大学院修了
- 丸山英二 - 神戸大教授 神戸大学卒業
- 望月礼二郎 - 東北大学名誉教授 元東京大学社会科学研究所教授 東京大学卒業 ハーバード大学LLM
- 守屋善輝 - 中央大学名誉教授

#### ドイツ法
この分野の内容それ自体についてはドイツ法を参照。
- 小林宏晨 - 日本大学教授 元上智大学教授 ヴュルツブルク大学卒業
- 三潴信三 - 東京帝国大学教授 同卒業
- 村上淳一 - 東京大学名誉教授 東京大学卒業
- 山田晟 - 東京大学名誉教授 東京大学卒業

#### フランス法
この分野の内容それ自体についてはフランス法を参照。
- 滝澤正 - 上智大学教授 東京大学大学院修了
- 野田良之 - 東京大学名誉教授 東京大学卒業
- 山口俊夫 - 東京大学名誉教授 東京大学卒業 パリ大学法学博士
- 北村一郎 - 東京大学教授 東京大学卒業

#### 韓国法
- 尹龍澤 - 創価大学法科大学院教授 創価大学大学院修了（博士）
- 河正慶 - 清和大学教授 慶應義塾大学大学院修了
- 金炳学 - 福島大学准教授 早稲田大学大学院修了
- 金亮完 - 山梨学院大学准教授 早稲田大学大学院修了
- 高翔龍 - 大東文化大学法科大学院教授 東京大学大学院修了（博士）大韓民国学術院（学士院）会員 成均館大学名誉教授

#### 中国法
- 西村幸次郎 - 一橋大名誉教授 早稲田大学教授 早稲田大学大学院修了
- 王雲海 - 一橋大学教授 中国西南政法大学卒業、一橋大学大学院修了
- 浅井正 - 愛知大学教授・弁護士 金沢大学卒業、愛知大学大学院修了
- 通山昭治 - 中央大学法学部教授

#### EU法
- 中西優美子 - 一橋大学教授 元専修大学教授 一橋大学大学院法学研究科修了
- 庄司克宏 - 慶應義塾大学教授 慶應義塾大学大学院法学研究科修了
- 安江則子 - 立命館大学教授 慶應義塾大学大学院修了

### 法哲学・法理学
この分野の内容それ自体については法哲学 法理学を参照。
- 青井秀夫 - 岡山商科大学客員教授 東北大学名誉教授 京都大学大学院修了
- 碧海純一 - 東京大学名誉教授 東京大学卒業
- 阿南成一 - 大阪市立大学名誉教授
- 石前禎幸 - 明治大学助教授
- 伊藤平八郎 - 元九州国際大学長
- 井上茂 - 早稲田大学名誉教授
- 井上達夫 - 東京大学名誉教授
- 井上匡子 - 神奈川大学教授 北海道大学大学院修了
- 今井弘道 - 北海道大学名誉教授
- 植木一幹 - 関西学院大学教授 京都大学大学院修了
- 大屋雄裕 - 慶應義塾大学教授 東京大学卒業
- 大橋智之輔 - 元法政大学教授
- 尾高朝雄 - 元東京大学教授 東京大学卒業
- 戒能通弘 - 同志社大学教授　同志社大学大学院修了
- 桂木隆夫 - 学習院大学教授 東京大学大学院修了
- 加藤新平 - 京都大学名誉教授
- 亀本洋 - 京都大学教授 京都大学法学部卒業
- 小林公 - 立教大学教授 東京大学卒業
- 嶋津格 - 千葉大学教授 東京大学大学院修了 法哲学会理事長
- 櫻井徹 - 神戸大学教授 金沢大学卒業、一橋大学大学院修了
- 笹倉秀夫 - 大阪市立大学名誉教授 早稲田大学名誉教授 東京大学大学院修了 元法哲学会理事長
- 中山竜一 - 大阪大学教授
- 佐伯守 - 松山大学教授
- 名和田是彦 - 東京工業大学教授 元都立大学教授 東京大学大学院修了
- 瀧川裕英 - 立教大学教授 東京大学卒業
- 竹下賢 - 関西大学教授 京大院卒 前法哲学会理事長
- 田中成明 - 京都大学名誉教授 京都大学卒業 元法哲学会理事長。
- 土屋恵一郎 - 明治大学教授 明治大学卒業
- 長尾龍一 - 元東京大学教養学部教授 日本大学教授 東京大学卒業
- 蓮沼啓介 - 神戸大学教授 東京大学卒業
- 長谷川晃 - 北海道大学教授
- 服部高宏 - 京都大学教授 京都大学法学部卒業
- ホセ・ヨンパルト - 上智大学名誉教授 ボン大学博士
- 松浦好治 - 名古屋大学教授 元大阪大学教授 大阪大学大学院修了
- 三島淑臣 - 九州大学名誉教授
- 水波朗 - 九州大学名誉教授 九州大学卒業
- 森際康友 - 名古屋大学教授 東大卒業
- 森村進 - 一橋大学教授 東京大学卒業
- 矢崎光圀 - 大阪大学名誉教授 京都大学卒業
- 吳連 - 元東北大学名誉教授 東北大学卒業

### 法制史
この分野の内容それ自体については法制史を参照。
- 浅古弘 - 早稲田大学教授 早稲田大学大学院修了
- 新井勉 - 日本大学教授
- 石井紫郎 - 桐蔭横浜大学教授 元東京大学副学長 東京大学卒業
- 石井三記 - 名古屋大学教授 京都大学大学院修了
- 石井良助 - 元東京大学名誉教授 東京大学卒業
- 伊藤孝夫 - 京大教授 京大院修了
- 岩谷十郎 - 慶應義塾大学教授 慶應義塾大学大学院修了
- 岩村等 - 大阪経済法科大学教授 大阪大学大学院修了
- 上山安敏 - 元京都大学教授 京都大学大学院修了
- 小川浩三 - 桐蔭横浜大学教授 元北海道大学教授 東京大学卒業
- 岡野誠 - 明治大学教授 明治大学大学院修了
- 勝田有恒 - 比較法の項を参照
- 金田平一郎 - 九州帝国大学教授　東京帝国大学卒業　東京帝国大学大学院
- 河上倫逸 - 京都大学教授 京都大学大学院修了
- 木庭顕 - 東京大学教授 東京大学卒業
- 黒田忠史 - 甲南大学教授 京都大学大学院修了
- 小杉末吉 - 中央大学教授 中央大学卒業 早稲田大学大学院修了
- 小早川欣吾 - 元京都大学教授 京都大学卒業
- 斎川眞 - 早稲田大学卒業
- 佐藤信夫 - 山梨学院大学教授 中央大学卒業
- 真田芳憲 - 元中央大学教授 中央大学卒業
- 佐野誠 - 奈良教育大学教授 京都大学大学院修了
- 滋賀秀三 - 元東京大学教授 東京大学卒業
- 柴田光蔵 - 元京都大学教授 京都大学卒業
- 世良晃志郎 - 元東北大学教授 東京帝国大学法律学科卒業
- 瀧川政次郎 - 元九州大学教授 元中央大学教授 元國學院大學教授 極東国際軍事裁判弁護人 東京大学卒業
- 谷口貴都 - 高岡法科大学教授　早稲田大学法学部卒業
- 津野義堂 - 中央大学教授 一橋大学大学院修了
- 直江真一 - 九州大学教授 東北大学大学院修了
- 中尾敏充 - 大阪大学教授 神戸大学大学院修了
- 中田薫 - 元東京大学教授 東京大学卒業
- 新田一郎 - 東京大学教授 東京大学卒業
- 西村稔 - 京都大学教授 京都大学大学院修了
- 野上博義 - 名城大学教授 京都大学大学院修了
- 波多野敏 - 岡山大学教授 京都大学大学院修了
- 原田慶吉 - 元東京大学教授
- 林智良 - 大阪大学教授 京都大学大学院修了
- 林信夫 - 京都大学教授 東北大学卒業
- 林紀昭 - 関西学院大学教授 京都大学大学院修了
- 平田公夫 - 岡山大教授 京都大学大学院修了
- 深尾裕造 - 関西学院大学教授 京都大学大学院修了
- 藤原明久 - 神戸大学教授 神戸大学大学院修了
- 船田享二 - 元京城帝国大学教授 東京大学卒業
- 松本尚子 - 上智大学助教授 一橋大学大学院修了
- 三浦周行 - 元京都大学国史学科教授 東京大学国史学科卒業
- 三成賢次 - 大阪大学教授 大阪大学大学院修了
- 三成美保 - 摂南大学教授 大阪大学大学院修了
- 耳野健二 - 京都産業大学教授 京都大学大学院修了
- 牟田和男 - 元九州国際大学助教授 京都大学大学院修了
- 水林彪 - 一橋大学教授 元都立大学教授 東京大学卒業
- 森征一 - 慶應義塾大学常任理事 慶應義塾大学卒業 一橋大学大学院修了
- 森光 - 中央大学准教授 中央大学大学院修了
- 山内進 - 一橋大学教授 一橋大学大学院修了
- 吉川直人 - 神戸学院大学准教授 京都大学大学院修了
- 吉原達也 - 広島大学教授 京都大学大学院修了
- 利光三津夫 - 元慶應義塾大学教授 慶應義塾大学卒業
- 若曾根健治 - 元熊本大学教授 金沢大学卒業 東北大学大学院修了
- 和仁陽 - 東京大学准教授 東京大学卒業

### 法社会学
この分野の内容それ自体については法社会学を参照。
- 阿部昌樹 - 大阪市立大学教授
- 石村善助 - 東京都立大学名誉教授 専修大学教授 東京帝国大学卒業
- 五十君麻里子 - 九州大学教授 九州大学大学院修了
- 太田勝造 - 東京大学教授 東京大学卒業
- 戒能通孝 - 「民法」参照
- 樫村志郎 - 神戸大学教授 東京大学卒業
- 加藤哲実 - 明治大学教授 明治大学大学院修了
- 神長百合子 - 専修大学教授
- 河合幹雄 - 桐蔭横浜大学教授 京都大学大学院修了
- 川島武宜 - 「民法」参照
- 木下麻奈子 - 同志社大学教授 京都大学大学院修了
- 栗本慎一郎 - 元明治大学法学教授 慶應義塾大学経済学部卒業
- 小室直樹 - 東京工業大学世界文明センター特任教授 評論家 東京大学大学院修了
- 末弘厳太郎 - 「民法」参照
- 田中茂樹 - 大阪大学教授 京都大学卒業
- 棚瀬孝雄 - 京都大学教授 東京大学卒業
- ダニエル・フット - 東京大学教授
- 土井隆義 - 筑波大学助教授 大阪大学卒業
- 馬場健一 - 神戸大学教授 京都大学卒業
- 浜谷英博 - 三重中京大学教授 国士舘大学卒業
- 濱野亮 - 立教大学教授 東京大学大学院修了
- 平田彩子 - 東京大学准教授
- 平野義太郎 - 元東京大学助教授
- 広渡清吾 - 東京大学社会科学研究所教授 京都大学卒業
- 船越資晶 - 京都大学教授 京都大学大学院法学研究科博士後期課程研究指導認定退学 ハーバード・ロー・スクールLL.M
- 細野武男 - 元立命館大学総長 東京大学卒業
- 宮澤節生 - 神戸大学名誉教授 早稲田大学教授 北海道大学大学院修了 イェール大学Ph.D.
- 村山眞維 - 明治大学教授 東京大学大学院修了
- 守屋明 - 関西学院大学教授 京都大学卒業
- 六本佳平 - 東京大学名誉教授 東京大学卒業
- 渡辺洋三 - 元東京大学社会科学研究所教授 東京大学卒業
- 和田仁孝 - 早稲田大学教授 元九州大学教授 京都大学大学院修了